# Materieel van Arriva Personenvervoer Nederland
Dit artikel geeft in twee tabellen een overzicht van (vrijwel) al het materieel dat bij het Nederlandse vervoerbedrijf Arriva in het stads- en streekvervoer en in het treinvervoer in dienst is of is geweest. De bussen en treinen staan standaard vermeld in numerieke volgorde, maar kunnen desgewenst gesorteerd worden op bouwjaar, type of status.

## Trein

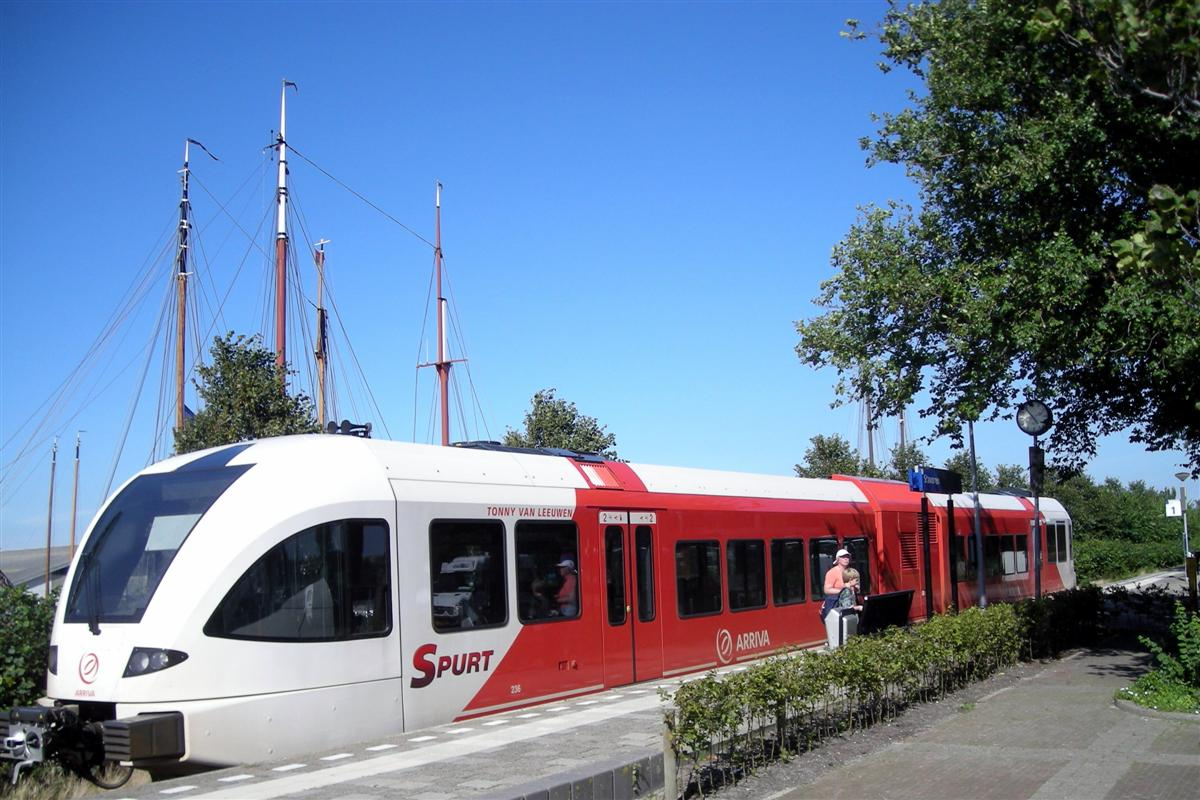
Treinstel 236 (Tonny van Leeuwen) van het type GTW 2/8 Spurt te Stavoren.

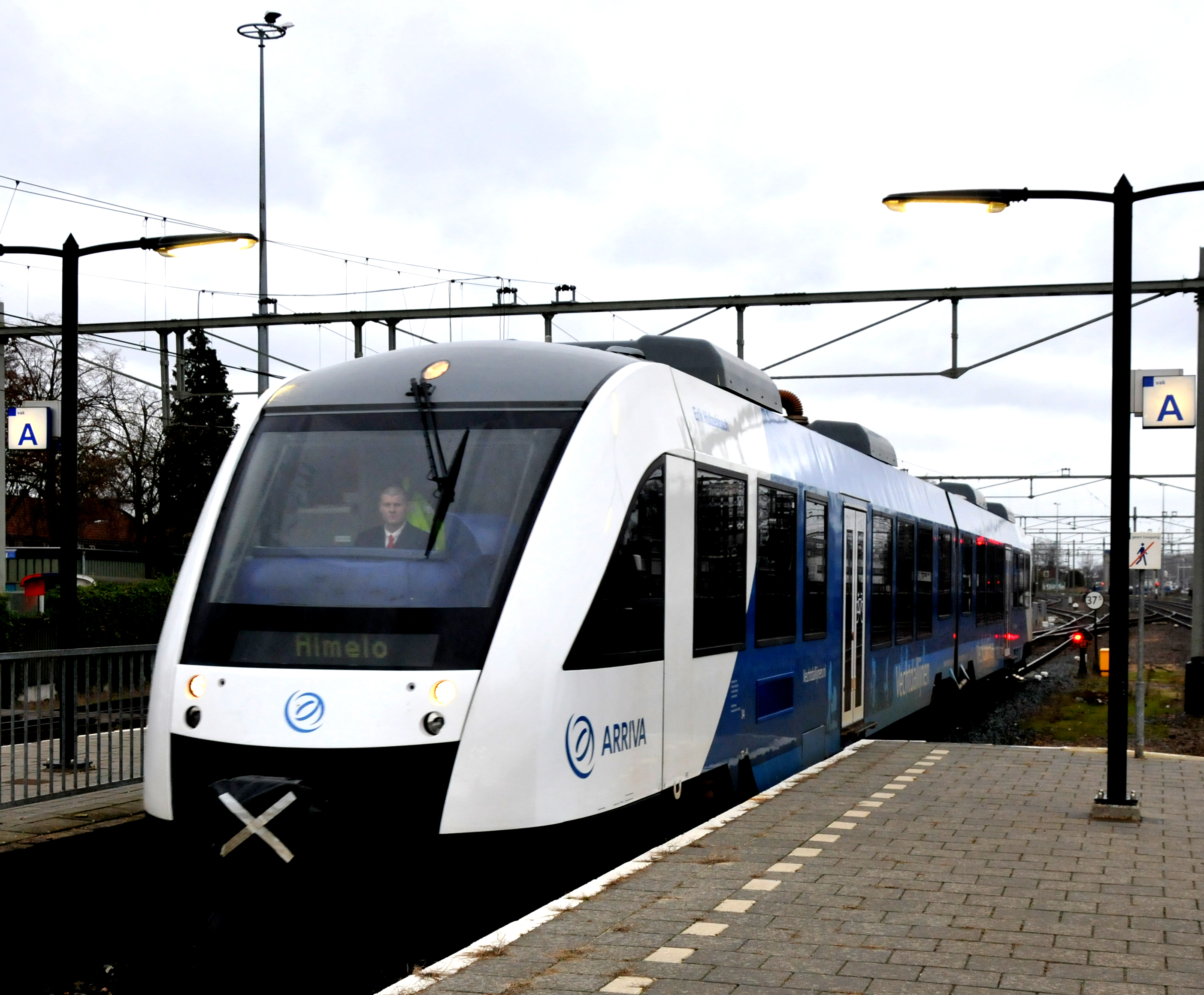
Treinstel 34 (Erik Hulzebosch) van het type Lint te Almelo.

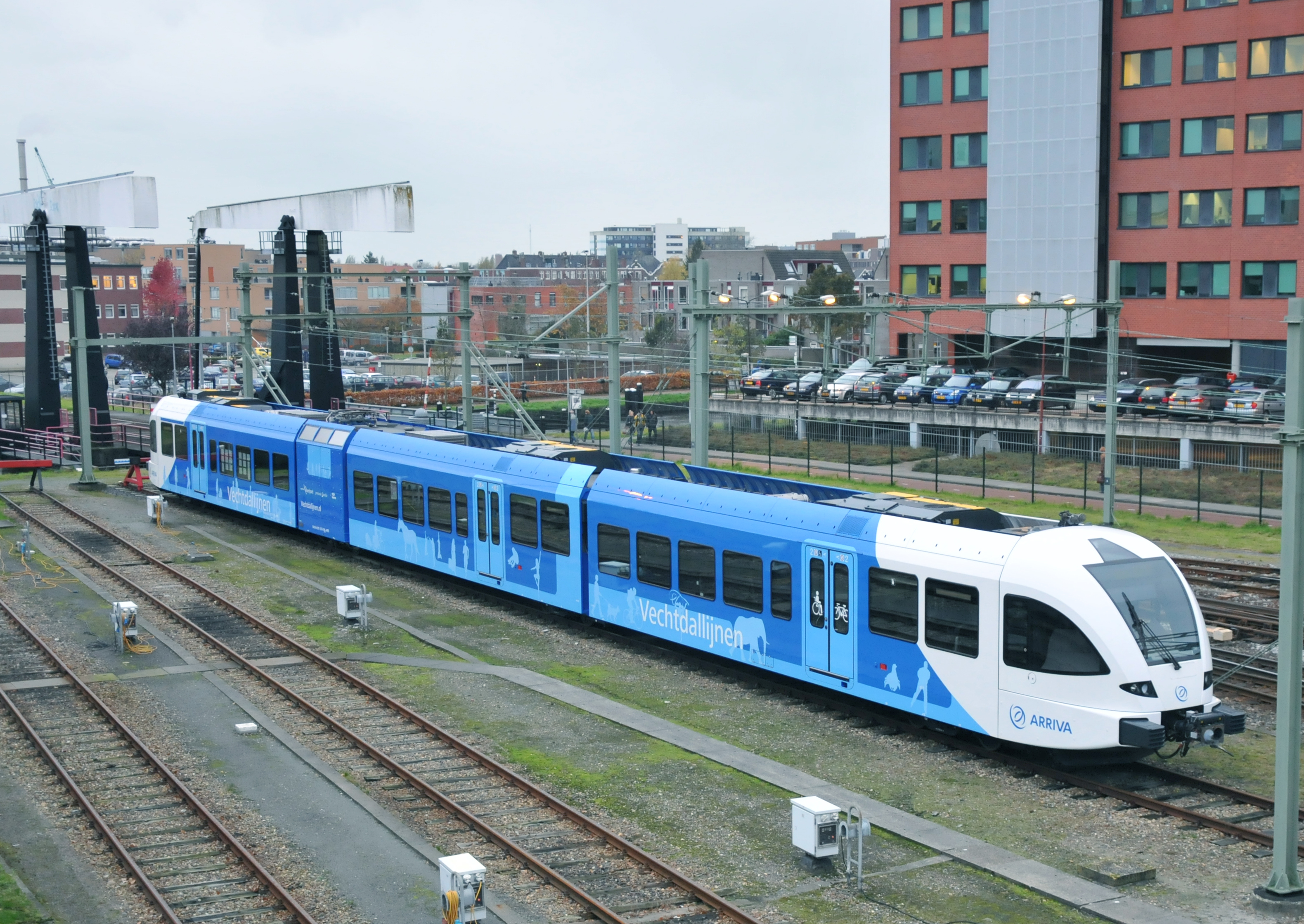
Treinstel 10517 (War Child) van het type GTW 2/8 (Spurt) te Groningen.

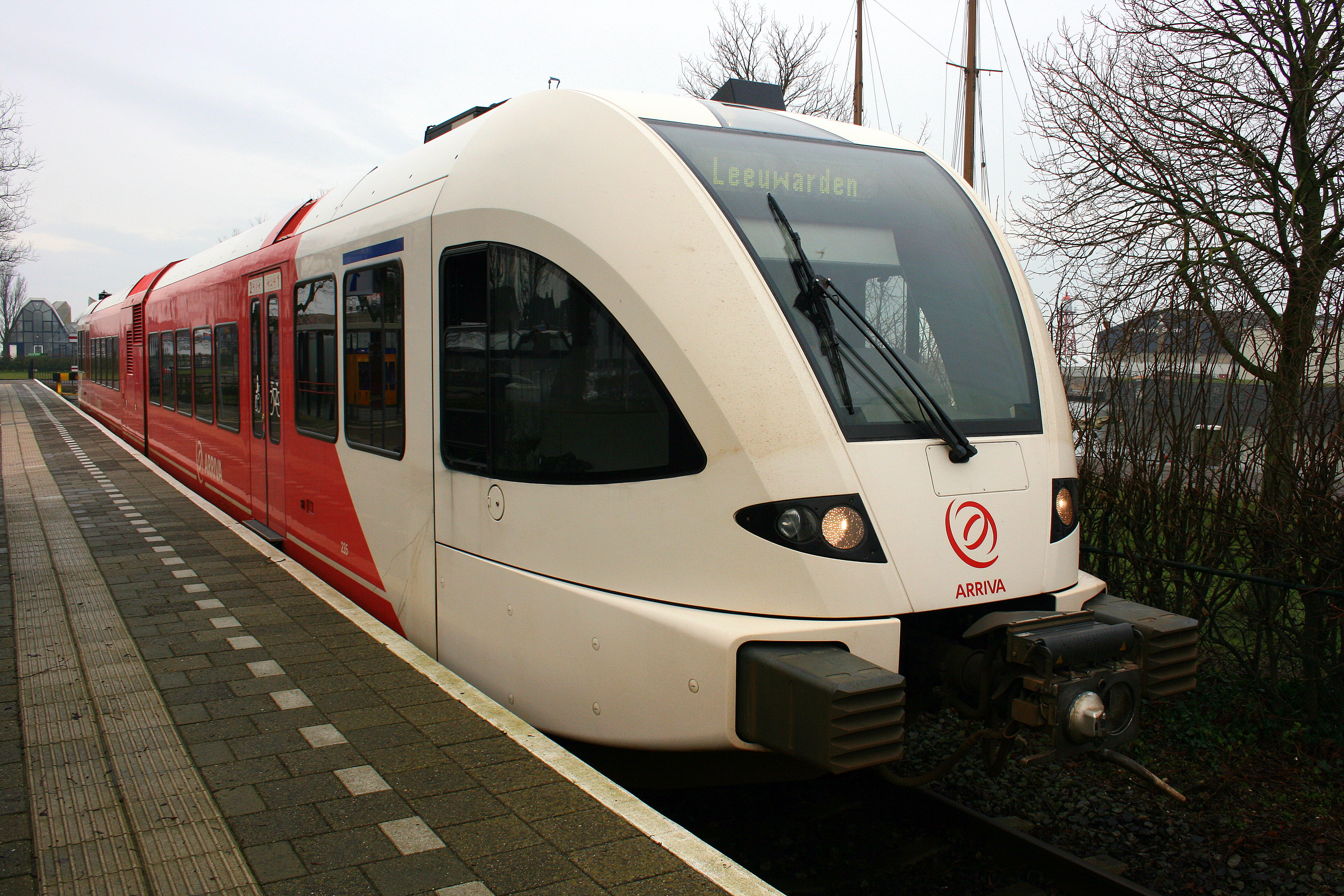
Treinstel 235 (Jan de Roos) van het type GTW 2/6 (Spurt) te Stavoren.

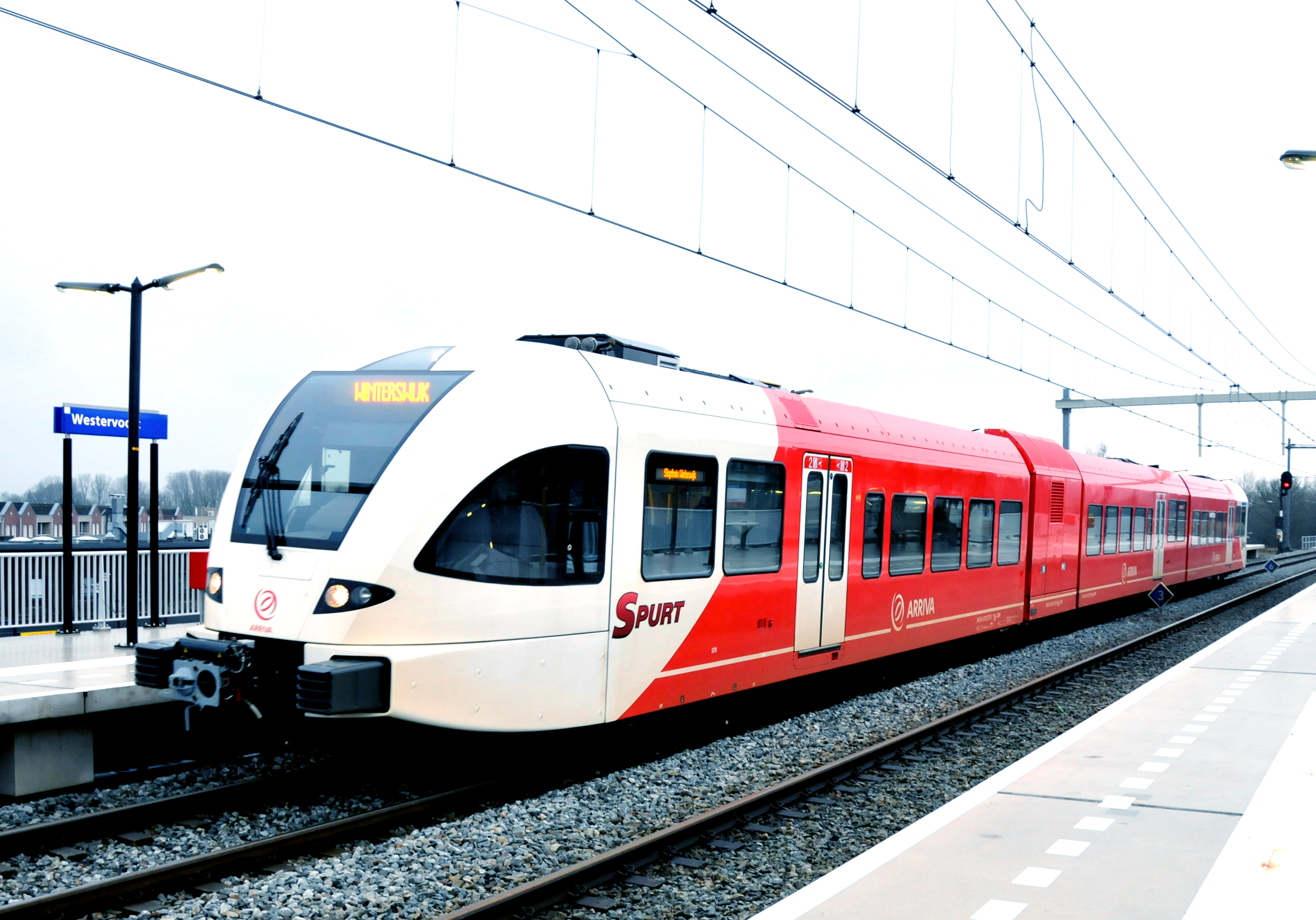
Treinstel 370 van het type GTW 2/8 (Spurt) te Westervoort.

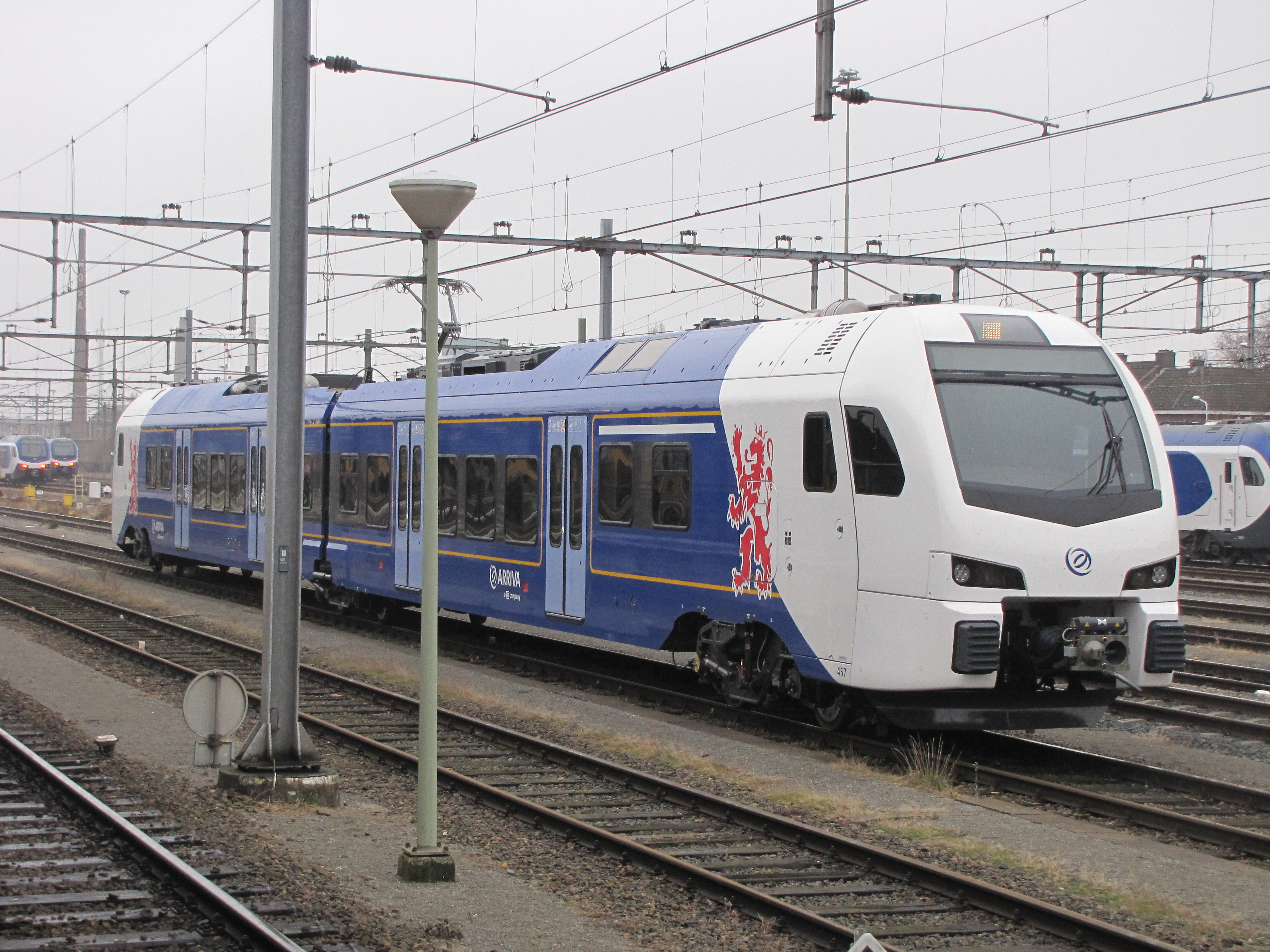
Arriva FLIRT te Maastricht

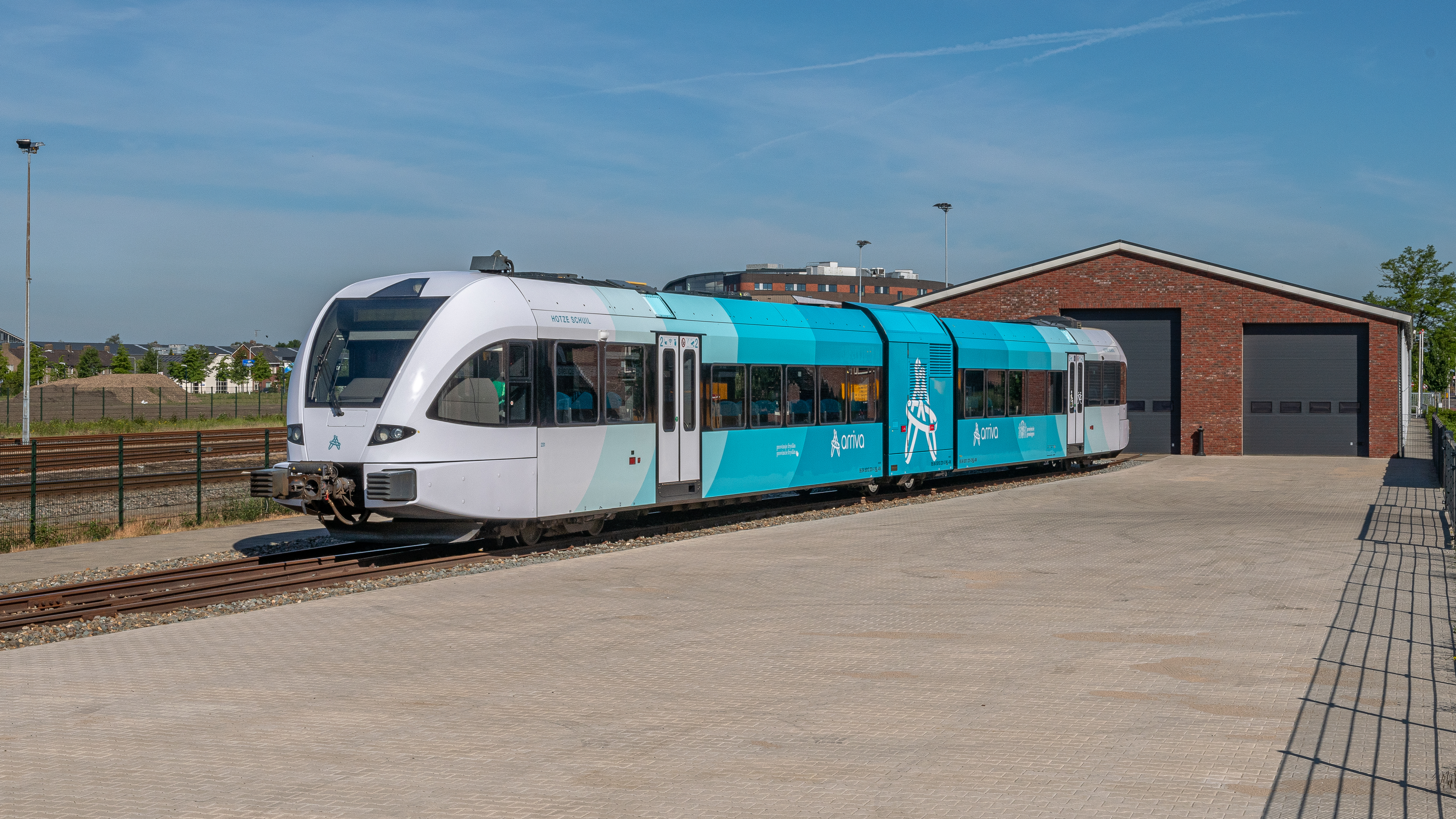
Treinstel 231 van het type GTW in de nieuwe huisstijl

De eerste treindiensten van Arriva waren de Noordelijke Nevenlijnen en de MerwedeLingelijn. Daar in het begin Arriva nog geen eigen materieel tot zijn beschikking had, werd er voor deze diensten materieel gehuurd van de Nederlandse Spoorwegen. Tot juli 2007 werden de Noordelijke Nevenlijnen gereden met Wadlopers, met uitzondering van de sneltrein Groningen – Leeuwarden en de treindienst Leeuwarden – Harlingen Haven die met Buffels werden gereden. Voor Dordrecht – Geldermalsen huurde Arriva tot eind 2008 zeven stellen Plan V van NS.

### Spurt (Stadler GTW)
Sinds 2008 worden de meeste treindiensten gereden met treinstellen die door Arriva Spurt gedoopt zijn. De Spurt is een treinstel van het type GTW, gebouwd door de Zwitserse fabrikant Stadler Rail. De treinstellen zijn rood/wit of blauw/wit van kleur. In het begin waren er problemen met de Spurt. Het betrof softwareproblemen, een defecte uitschuifplank en problemen met het sluitmechanisme van de deuren.
In 2005 zijn 43 Spurt dieseltreinen besteld voor de Noordelijke Nevenlijnen. Hiervan bestaan 27 treinstellen uit drie reizigerscompartimenten (GTW2/8) die samen plaats bieden aan 178 personen, 16 treinstellen bestaan uit twee reizigerscompartimenten (GTW 2/6) en bieden plaats aan 115 personen. Acht van de 43 treinstellen zijn geschikt voor grensoverschrijdend vervoer op het traject Groningen – Leer. Deze zijn in het najaar van 2006 als eerste geleverd. De eerste werd op 1 november 2006 door minister Peijs in Groningen in gebruik gesteld. De overige GTW's volgden in de loop van 2007. De order had een waarde van 220 miljoen Zwitserse frank (ongeveer 140–145 miljoen euro). In 2009 kwamen er 4 nieuwe treinstellen bij, twee GTW 2/8 en twee GTW 2/6. In 2010 kwamen er nog eens vier treinstellen bij van het type GTW 2/6.
Voor de MerwedeLingelijn heeft Arriva zeven elektrische GTW's aangeschaft: zes met drie reizigerscompartimenten (GTW 2/8) en een met twee reizigerscompartimenten (GTW 2/6). Deze stellen kwamen op 14 september 2008 in dienst. In 2011 zijn daar in verband met de kwartierdienst tussen Dordrecht en Gorinchem één GTW 2/6 en twee GTW's 2/8 bij gekomen, hetgeen het aantal treinen voor de MerwedeLingelijn op tien bracht.
Ter behoeve van de treindiensten Zutphen – Winterswijk, Winterswijk – Arnhem, Zutphen – Apeldoorn en Arnhem – Tiel, die sinds eind 2012 in handen zijn van Arriva, zijn in 2010 24 dieselelektrische Spurts aangeschaft: dertien GTW's 2/6 en elf GTW's 2/8. Deze treinen hebben in vergelijking met de eerder geleverde Spurts een licht aangepaste kleurstelling: de deuren zijn namelijk wit, in plaats van rood. De treinen zijn sinds 9 december 2012 in dienst.
Voor de treindienst Zwolle – Emmen, die ook sinds 9 december 2012 in handen is van Arriva, zijn in 2010 14 elektrische Spurts besteld: zes GTW's 2/6 en acht GTW's 2/8. Deze treinstellen rijden in een wit-blauwe huisstijl, die werd geëist door de provincies Drenthe en Overijssel.

### Alstom Coradia LINT 41/H
De treindienst Almelo – Mariënberg (later verlengd tot Hardenberg), die sinds 8 december 2013 in handen kwam van Arriva. De treindienst wordt geëxploiteerd met LINT-treinstellen 33, 34 en 37 (sinds april 2018) (ex-Syntus). Deze treinstellen werden in het voorjaar van 2013 overgenomen van NS Financial Services. Deze treinstellen rijden eveneens in een wit-blauwe huisstijl, die werd geëist door de provincies Drenthe en Overijssel.

### Stadler Flirt 3
Vanaf de dienstregeling 2017 rijdt Arriva de regionale treinen in Limburg. Er zijn hiervoor 38 Stadler FLIRT's nieuw besteld, naast het overnemen van de voormalige Velios GTW's van Veolia en zeven LINT-treinstellen van Keolis. Sinds dienstregeling 2017 rijden 15 tweedelige FLIRT's. Ook worden sinds de dienstregeling 2019 acht multicourante driedelige FLIRT's ingezet in de Drielandentrein. Als de Maaslijn en de spoorlijn Venlo - Roermond (zuidelijke Maaslijn) in 2027 geëlektrificeerd zijn worden er nog 13 driedelige FLIRT's geleverd.

### WINK
De WINK is een hybride treinsteltype dat sinds maandag 12 april 2021 op de Noordelijke Nevenlijnen wordt ingezet.

### Verschuivingen
In het najaar van 2023 zijn de zeven LINT-treinstellen die in Limburg dienst deden uit de dienstregeling gehaald door Arriva, evenals twee GTW's 2/8 uit het noorden. Deze stellen zijn vervolgens voorzien van de Blauwnet-huisstijl en doen sinds 10 december 2023 dienst op de RS24 tussen Oldenzaal en Zutphen. Ook zijn er twee GTW's 2/8 uit het noorden naar Limburg gehaald om de LINT-treinstellen daar te vervangen. 

### Treinstellen Arriva
Administratief is er voor elk stelnummer een 10 geplaatst. Dit is in onderstaande tabel weggelaten.
De verschillende treinen van Arriva hebben elk een naam gekregen van een (regionaal) bekende persoonlijkheid of een bekende trekpleister.
| Stelnummer | Naam                                   | Treintype            | Inzetgebied | Opmerking |
| ---------- | -------------------------------------- | -------------------- | --- | --- |
| 24         | Witte Wieven                           | Coradia Lint 41/H    | Stoptrein RS24 (Zutphen – Oldenzaal)                                                                                      | Ex-Syntus |
| 25         |                                        | Coradia Lint 41/H    | Stoptrein RS24 (Zutphen – Oldenzaal)                                                                                      | Ex-Syntus |
| 26         |                                        | Coradia Lint 41/H    | Stoptrein RS24 (Zutphen – Oldenzaal)                                                                                      | Ex-Syntus |
| 28         | Poasboake                              | Coradia Lint 41/H    | Stoptrein RS24 (Zutphen – Oldenzaal)                                                                                      | Ex-Syntus |
| 29         | De Tukker                              | Coradia Lint 41/H    | Stoptrein RS24 (Zutphen – Oldenzaal)                                                                                      | Ex-Syntus |
| 30         |                                        | Coradia Lint 41/H    | Stoptrein RS24 (Zutphen – Oldenzaal)                                                                                      | Ex-Syntus |
| 32         |                                        | Coradia Lint 41/H    | Stoptrein RS24 (Zutphen – Oldenzaal)                                                                                      | Ex-Syntus |
| 33         | Anne van der Meiden                    | Coradia Lint 41/H    | Stoptrein RS21 (Almelo – Hardenberg)                                                                                      | Ex-Syntus |
| 34         | Erik Hulzebosch                        | Coradia Lint 41/H    | Stoptrein RS21 (Almelo – Hardenberg)                                                                                      | Ex-Syntus |
| 37         | De ridders van het eerste uur          | Coradia Lint 41/H    | Stoptrein RS21 (Almelo – Hardenberg)                                                                                      | Ex-Syntus en ex-Veolia. Droeg eerder de namen "De trein van Wim" en "De trein van Ruud". |
| 228        | Jan Uitham                             | Stadler GTW-DMU 2/6  | Noordelijke Nevenlijnen                                                                                                   | Wiederline huisstijl zonder Nederlandse en Duitse vlag op de cabines. Voorzien van Indusi/PZB om in Duitsland te kunnen rijden. |
| 229        | Sjoukje Dijkstra                       | Stadler GTW-DMU 2/6  | Noordelijke Nevenlijnen                                                                                                   | Wiederline huisstijl zonder Nederlandse en Duitse vlag op de cabines. Voorzien van Indusi/PZB om in Duitsland te kunnen rijden. |
| 230        | Ede Staal                              | Stadler GTW-DMU 2/6  | Noordelijke Nevenlijnen                                                                                                   | Wiederline huisstijl zonder Nederlandse en Duitse vlag op de cabines. Voorzien van Indusi/PZB om in Duitsland te kunnen rijden. |
| 231        | Hotze Schuil                           | Stadler GTW-DMU 2/6  | Noordelijke Nevenlijnen                                                                                                   | Naar Polen geweest voor de refurbishment, inmiddels compleet opnieuw opgebouwd en aangekomen bij Stadler in Leeuwarden voor testritten. |
| 232        | Foppe de Haan                          | Stadler GTW-DMU 2/6  | Noordelijke Nevenlijnen                                                                                                   | |
| 233        | Liesbeth List                          | Stadler GTW-DMU 2/6  | Noordelijke Nevenlijnen                                                                                                   | |
| 237        | Marianne Timmer                        | Stadler GTW-DMU 2/6  | Noordelijke Nevenlijnen                                                                                                   | |
| 238        | Foppe Inne Brouwer                     | Stadler GTW-DMU 2/6  | Noordelijke Nevenlijnen                                                                                                   | |
| 239        | Piet Oberman                           | Stadler GTW-DMU 2/6  | Noordelijke Nevenlijnen                                                                                                   | Betrokken bij het treinongeval bij Leeuwarden in 2019. Dit treinstel wordt niet meer hersteld en dient als plukstel |
| 240        | Eise Eisinga                           | Stadler GTW-DMU 2/6  | Noordelijke Nevenlijnen                                                                                                   | |
| 241        | Ger Vaders                             | Stadler GTW-DMU 2/6  | Noordelijke Nevenlijnen                                                                                                   | |
| 242        | Samuel van Houten                      | Stadler GTW-DMU 2/6  | Noordelijke Nevenlijnen                                                                                                   | |
| 243        | Egbert Wagenborg                       | Stadler GTW-DMU 2/6  | Noordelijke Nevenlijnen                                                                                                   | |
| 244        | Anthony Winkler Prins                  | Stadler GTW-DMU 2/6  | Noordelijke Nevenlijnen                                                                                                   | Wiederline huisstijl zonder Nederlandse en Duitse vlag op de cabines. Voorzien van Indusi/PZB om in Duitsland te kunnen rijden. |
| 301        | Riemer en Annie                        | Stadler GTW-DMU 2/8  | Noordelijke Nevenlijnen                                                                                                   | Had de Wiederline huisstijl met Nederlandse en Duitse vlag op de cabines. Voorzien van Indusi/PZB om in Duitsland te kunnen rijden. |
| 302        | Bastiaan Jan Ader                      | Stadler GTW-DMU 2/8  | Noordelijke Nevenlijnen                                                                                                   | Had de Wiederline huisstijl met Nederlandse en Duitse vlag op de cabines. Voorzien van Indusi/PZB om in Duitsland te kunnen rijden. |
| 303        | Tiny Mulder                            | Stadler GTW-DMU 2/8  | Noordelijke Nevenlijnen                                                                                                   | Had de Wiederline huisstijl met Nederlandse en Duitse vlag op de cabines. Voorzien van Indusi/PZB om in Duitsland te kunnen rijden. |
| 304        | Hans Alders                            | Stadler GTW-DMU 2/8  | Noordelijke Nevenlijnen                                                                                                   | Wiederline huisstijl zonder Nederlandse en Duitse vlag op de cabines. Voorzien van Indusi/PZB om in Duitsland te kunnen rijden. |
| 305        | Ubbo Emmius                            | Stadler GTW-DMU 2/8  | Noordelijke Nevenlijnen                                                                                                   | Wiederline huisstijl zonder Nederlandse en Duitse vlag op de cabines. Voorzien van Indusi/PZB om in Duitsland te kunnen rijden. |
| 306        | Gerrit Krol                            | Stadler GTW-DMU 2/8  | Noordelijke Nevenlijnen                                                                                                   | |
| 307        | Frits Zernike                          | Stadler GTW-DMU 2/8  | Stoptrein RS11 (Nijmegen – Roermond)                                                                                      | |
| 308        | Heike Kamerlingh Onnes                 | Stadler GTW-DMU 2/8  | Stoptrein RS11 (Nijmegen – Roermond)                                                                                      | |
| 309        | Hendrik Nicolaas Werkman               | Stadler GTW-DMU 2/8  | Noordelijke Nevenlijnen                                                                                                   | |
| 310        | Abe Lenstra                            | Stadler GTW-DMU 2/8  | Noordelijke Nevenlijnen                                                                                                   | |
| 311        | Hans Wiegel                            | Stadler GTW-DMU 2/8  | Noordelijke Nevenlijnen                                                                                                   | |
| 312        | M. Vasalis                             | Stadler GTW-DMU 2/8  | Noordelijke Nevenlijnen                                                                                                   | |
| 313        | Aletta H. Jacobs                       | Stadler GTW-DMU 2/8  | Noordelijke Nevenlijnen                                                                                                   | |
| 314        | Jopie Huisman                          | Stadler GTW-DMU 2/8  | Stoptrein RS24 (Zutphen – Oldenzaal)                                                                                      | |
| 315        | Abel Tasman                            | Stadler GTW-DMU 2/8  | Noordelijke Nevenlijnen                                                                                                   | |
| 316        | Wim Duisenberg                         | Stadler GTW-DMU 2/8  | Noordelijke Nevenlijnen                                                                                                   | |
| 317        | Willem Barentsz                        | Stadler GTW-DMU 2/8  | Noordelijke Nevenlijnen                                                                                                   | |
| 318        | Nienke van Hichtum                     | Stadler GTW-DMU 2/8  | Noordelijke Nevenlijnen                                                                                                   | |
| 319        | Marte Röling                           | Stadler GTW-DMU 2/8  | Noordelijke Nevenlijnen                                                                                                   | |
| 320        | Cees Bijlstra                          | Stadler GTW-DMU 2/8  | Noordelijke Nevenlijnen                                                                                                   | |
| 321        | Piet Paaltjens                         | Stadler GTW-DMU 2/8  | Noordelijke Nevenlijnen                                                                                                   | |
| 322        | Titus Brandsma                         | Stadler GTW-DMU 2/8  | Noordelijke Nevenlijnen                                                                                                   | |
| 323        | Willem Albert Scholten                 | Stadler GTW-DMU 2/8  | Noordelijke Nevenlijnen                                                                                                   | |
| 324        | Sicco Mansholt                         | Stadler GTW-DMU 2/8  | Noordelijke Nevenlijnen                                                                                                   | |
| 325        | J.J. Nooitgedagt                       | Stadler GTW-DMU 2/8  | Noordelijke Nevenlijnen                                                                                                   | |
| 326        | M.C. Escher                            | Stadler GTW-DMU 2/8  | Noordelijke Nevenlijnen                                                                                                   | |
| 327        | Jelle Zijlstra                         | Stadler GTW-DMU 2/8  | Noordelijke Nevenlijnen                                                                                                   | Betrokken bij het treinongeval bij Winsum in 2016. Inmiddels compleet opnieuw opgebouwd en aangekomen bij Stadler in Leeuwarden voor testritten. |
| 334        | Fedde Schurer                          | Stadler GTW-DMU 2/8  | Noordelijke Nevenlijnen                                                                                                   | |
| 335        | Jan de Roos                            | Stadler GTW-DMU 2/8  | Noordelijke Nevenlijnen                                                                                                   | |
| 336        | Tonny van Leeuwen                      | Stadler GTW-DMU 2/8  | Noordelijke Nevenlijnen                                                                                                   | Had de Eemshaven/Borkum reclame tbv de nieuwe trein/boot verbinding tussen Groningen, Eemshaven en het Duitse eiland Borkum |
| 345        | Ruurt Hazewinkel                       | Stadler GTW-DMU 2/8  | Noordelijke Nevenlijnen                                                                                                   | Wiederline huisstijl zonder Nederlandse en Duitse vlag op de cabines. Voorzien van Indusi/PZB om in Duitsland te kunnen rijden. |
| 346        | Pieter Jelles Troelstra                | Stadler GTW-DMU 2/8  | Noordelijke Nevenlijnen                                                                                                   | Wiederline huisstijl zonder Nederlandse en Duitse vlag op de cabines. Voorzien van Indusi/PZB om in Duitsland te kunnen rijden. |
| 347        | Mata Hari                              | Stadler GTW-DMU 2/8  | Noordelijke Nevenlijnen                                                                                                   | |
| 348        | Evert van Benthem                      | Stadler GTW-DMU 2/8  | Noordelijke Nevenlijnen                                                                                                   | |
| 349        | Jan Pelleboer                          | Stadler GTW-DMU 2/8  | Noordelijke Nevenlijnen                                                                                                   | |
| 350        | Johan van Veen                         | Stadler GTW-DMU 2/8  | Stoptrein RS24 (Zutphen – Oldenzaal)                                                                                      | |
| 351        | Belcampo                               | Stadler GTW-DMU 2/8  | Noordelijke Nevenlijnen                                                                                                   | |
| 407        | Frank Wels                             | Stadler GTW-EMU 2/6  | MerwedeLingelijn | Sinds december 2018 over naar Qbuzz als 6350, waar ze de R-net huisstijl krijgen |
| 408        | Trijntje                               | Stadler GTW-EMU 2/6  | MerwedeLingelijn | Sinds december 2018 over naar Qbuzz als 6351, waar ze de R-net huisstijl krijgen |
| 501        | Ronald Bandell                         | Stadler GTW-EMU 2/8  | MerwedeLingelijn | Sinds december 2018 over naar Qbuzz als 6352, waar ze de R-net huisstijl krijgen |
| 502        | Baron van Verschuer                    | Stadler GTW-EMU 2/8  | MerwedeLingelijn | Sinds december 2018 over naar Qbuzz als 6353, waar ze de R-net huisstijl krijgen |
| 503        | Adriaan Volker                         | Stadler GTW-EMU 2/8  | MerwedeLingelijn | Sinds december 2018 over naar Qbuzz als 6354, waar ze de R-net huisstijl krijgen |
| 504        | Ida Gerhardt                           | Stadler GTW-EMU 2/8  | MerwedeLingelijn | Sinds december 2018 over naar Qbuzz als 6355, waar ze de R-net huisstijl krijgen |
| 505        | Andries Dirk Copier                    | Stadler GTW-EMU 2/8  | MerwedeLingelijn | Sinds december 2018 over naar Qbuzz als 6356, waar ze de R-net huisstijl krijgen |
| 506        | Maarten Schakel                        | Stadler GTW-EMU 2/8  | MerwedeLingelijn | Sinds december 2018 over naar Qbuzz als 6357, waar ze de R-net huisstijl krijgen |
| 509        | Jan van Arkel                          | Stadler GTW-EMU 2/8  | MerwedeLingelijn | Sinds december 2018 over naar Qbuzz als 6358, waar ze de R-net huisstijl krijgen |
| 510        | Hendrik Hamel                          | Stadler GTW-EMU 2/8  | MerwedeLingelijn | Sinds december 2018 over naar Qbuzz als 6359, waar ze de R-net huisstijl krijgen |
| 411        | Krishnamurti                           | Stadler GTW-EMU 2/6  | Stop-/sneltrein RS20/RE20 (Zwolle – Emmen) + nachttrein Groningen – Schiphol Airport                                      | |
| 412        | Herman Brood                           | Stadler GTW-EMU 2/6  | Stop-/sneltrein RS20/RE20 (Zwolle – Emmen) + nachttrein Groningen – Schiphol Airport                                      | |
| 413        | Jannes                                 | Stadler GTW-EMU 2/6  | Stop-/sneltrein RS20/RE20 (Zwolle – Emmen) + nachttrein Groningen – Schiphol Airport                                      | |
| 514        | Johan Rudolph Thorbecke                | Stadler GTW-EMU 2/8  | Stop-/sneltrein RS20/RE20 (Zwolle – Emmen) + nachttrein Groningen – Schiphol Airport                                      | |
| 515        | Harry Muskee                           | Stadler GTW-EMU 2/8  | Stop-/sneltrein RS20/RE20 (Zwolle – Emmen) + nachttrein Groningen – Schiphol Airport                                      | |
| 516        | Daniël Lohues                          | Stadler GTW-EMU 2/8  | Stop-/sneltrein RS20/RE20 (Zwolle – Emmen) + nachttrein Groningen – Schiphol Airport                                      | |
| 517        | War Child                              | Stadler GTW-EMU 2/8  | Stop-/sneltrein RS20/RE20 (Zwolle – Emmen) + nachttrein Groningen – Schiphol Airport                                      | De naam War Child op treinstel 517 kwam tot stand na de actie 538 voor War Child van radio 538. De hoogste bieder mocht van Arriva een naam naar keuze op het treinstel zetten. Op 28 maart 2013 werd de naam verkocht voor €64.500. De bieder, die anoniem wil blijven, heeft ervoor gekozen om niet diens eigen naam op de trein te plaatsen, maar die van War Child. Die tekst is zichtbaar tot het einde van het treinencontract, in het jaar 2027. |
| 518        | Willem Jan Baron van Dedem             | Stadler GTW-EMU 2/8  | Stop-/sneltrein RS20/RE20 (Zwolle – Emmen) + nachttrein Groningen – Schiphol Airport                                      | |
| 519        | Jeroen Krabbé                          | Stadler GTW-EMU 2/8  | Stop-/sneltrein RS20/RE20 (Zwolle – Emmen) + nachttrein Groningen – Schiphol Airport                                      | |
| 520        | Ilse DeLange                           | Stadler GTW-EMU 2/8  | Stop-/sneltrein RS20/RE20 (Zwolle – Emmen) + nachttrein Groningen – Schiphol Airport                                      | Betrokken bij treinongeval bij Dalfsen |
| 521        | Relus ter Beek                         | Stadler GTW-EMU 2/8  | Stop-/sneltrein RS20/RE20 (Zwolle – Emmen) + nachttrein Groningen – Schiphol Airport                                      | |
| 522        | Roelof Zegering Hadders                | Stadler GTW-EMU 2/8  | Stop-/sneltrein RS20/RE20 (Zwolle – Emmen) + nachttrein Groningen – Schiphol Airport                                      | |
| 523        | Mien Ruys                              | Stadler GTW-EMU 2/8  | Stop-/sneltrein RS20/RE20 (Zwolle – Emmen) + nachttrein Groningen – Schiphol Airport                                      | |
| 524        | Jaap en Aleid Rensen                   | Stadler GTW-EMU 2/8  | Stop-/sneltrein RS20/RE20 (Zwolle – Emmen) + nachttrein Groningen – Schiphol Airport                                      | |
| 525        | Reinier Paping                         | Stadler GTW-EMU 2/8  | Stop-/sneltrein RS20/RE20 (Zwolle – Emmen) + nachttrein Groningen – Schiphol Airport                                      | ex-Connexxion GTW 5037, had tot 24 april 2020 reclame voor Wildlands. |
| 252        | Ottho Gerhard Heldring                 | Stadler GTW-DMU 2/6  | Achterhoek & Rivierenland                                                                                                 | |
| 253        | Herman Hulshof                         | Stadler GTW-DMU 2/6  | Achterhoek & Rivierenland                                                                                                 | |
| 254        | Simon Tahamata                         | Stadler GTW-DMU 2/6  | Achterhoek & Rivierenland                                                                                                 | |
| 255        | Harm Edens                             | Stadler GTW-DMU 2/6  | Achterhoek & Rivierenland                                                                                                 | |
| 256        | Piet Oudolf                            | Stadler GTW-DMU 2/6  | Achterhoek & Rivierenland                                                                                                 | Powerpack op 30 augustus 2017 uitgebrand te Hemmen-Dodewaard, sinds 13 februari 2019 weer in dienst |
| 257        | Harry Sacksioni                        | Stadler GTW-DMU 2/6  | Achterhoek & Rivierenland                                                                                                 | |
| 258        | Frans Godard van Lynden van Hemmen     | Stadler GTW-DMU 2/6  | Achterhoek & Rivierenland                                                                                                 | Betrokken bij de aanrijding met een tuinhuisje op 5 maart 2022 bij Beltrum |
| 259        | Peter Cuyper                           | Stadler GTW-DMU 2/6  | Achterhoek & Rivierenland                                                                                                 | |
| 260        | Ellen ten Damme                        | Stadler GTW-DMU 2/6  | Achterhoek & Rivierenland                                                                                                 | |
| 261        | Flipje                                 | Stadler GTW-DMU 2/6  | Achterhoek & Rivierenland                                                                                                 | |
| 262        | Dames Jolink                           | Stadler GTW-DMU 2/6  | Achterhoek & Rivierenland                                                                                                 | |
| 263        | J.N. Daalderop                         | Stadler GTW-DMU 2/6  | Achterhoek & Rivierenland                                                                                                 | |
| 264        | Alfred Mozer                           | Stadler GTW-DMU 2/6  | Achterhoek & Rivierenland                                                                                                 | |
| 365        | Hendrik Antoon Lorentz                 | Stadler GTW-DMU 2/8  | Achterhoek & Rivierenland                                                                                                 | |
| 366        | Annemarie Jorritsma                    | Stadler GTW-DMU 2/8  | Achterhoek & Rivierenland                                                                                                 | |
| 367        | Guus Hiddink                           | Stadler GTW-DMU 2/8  | Achterhoek & Rivierenland                                                                                                 | |
| 368        | Arne Jansen                            | Stadler GTW-DMU 2/8  | Achterhoek & Rivierenland                                                                                                 | |
| 369        | Gijs Scholten van Aschat               | Stadler GTW-DMU 2/8  | Achterhoek & Rivierenland                                                                                                 | |
| 370        | Piet Mondriaan                         | Stadler GTW-DMU 2/8  | Achterhoek & Rivierenland                                                                                                 | |
| 371        | Mary Dresselhuys                       | Stadler GTW-DMU 2/8  | Achterhoek & Rivierenland                                                                                                 | |
| 372        | Hannes                                 | Stadler GTW-DMU 2/8  | Achterhoek & Rivierenland                                                                                                 | |
| 373        | Jhr. Huub van Nispen van Sevenaer      | Stadler GTW-DMU 2/8  | Achterhoek & Rivierenland                                                                                                 | |
| 374        | Jan Terlouw                            | Stadler GTW-DMU 2/8  | Achterhoek & Rivierenland                                                                                                 | Heeft als eerste trein RRReis bestickering gekregen. |
| 375        | Clemens Cornielje                      | Stadler GTW-DMU 2/8  | Achterhoek & Rivierenland                                                                                                 | |
| 276        | Connie Palmen                          | Stadler GTW-DMU 2/6  | Stoptrein RS11 (Nijmegen – Roermond)                                                                                      | Ex-Veolia 201, droeg tot medio 2018 de naam Jac. P. Thijsse en tot 10 december 2016 de naam Jan van Kuyk. |
| 277        | Gé Reinders                            | Stadler GTW-DMU 2/6  | Stoptrein RS11 (Nijmegen – Roermond)                                                                                      | Ex-Veolia 202, droeg tot medio 2018 de naam Beppie Kraft en tot 10 december 2016 de naam Pater Karel. |
| 278        | Sint Servaas                           | Stadler GTW-DMU 2/6  | Stoptrein RS11 (Nijmegen – Roermond)                                                                                      | Ex-Veolia 203, droeg tot 10 december 2016 de naam Bart Brentjens. Motor vloog op 18 april 2018 in brand op Station Venray. |
| 279        | Jack Poels                             | Stadler GTW-DMU 2/6  | Stoptrein RS11 (Nijmegen – Roermond)                                                                                      | Ex-Veolia 204, droeg tot 10 december 2016 de naam Mat Vestjens. |
| 280        | Jan Klaassens                          | Stadler GTW-DMU 2/6  | Stoptrein RS11 (Nijmegen – Roermond)                                                                                      | Ex-Veolia 205 |
| 281        | Joris Ivens                            | Stadler GTW-DMU 2/6  | Stoptrein RS11 (Nijmegen – Roermond)                                                                                      | Ex-Veolia 206, droeg tot 10 december 2016 de naam Jan Linders. |
| 382        | Jan van Kuyk                           | Stadler GTW-DMU 2/8  | Stoptrein RS11 (Nijmegen – Roermond)                                                                                      | Ex-Veolia 351, droeg tot 10 december 2016 de naam Willem Nijholt. |
| 383        | Chriet Titulaer                        | Stadler GTW-DMU 2/8  | Stoptrein RS11 (Nijmegen – Roermond)                                                                                      | Ex-Veolia 352, droeg tot 10 december 2016 de naam Joris Ivens. |
| 384        | Pater Karel                            | Stadler GTW-DMU 2/8  | Stoptrein RS11 (Nijmegen – Roermond)                                                                                      | Ex-Veolia 353, droeg tot 10 december 2016 de naam Jack Poels. |
| 385        | Titus Brandsma                         | Stadler GTW-DMU 2/8  | Stoptrein RS11 (Nijmegen – Roermond)                                                                                      | Ex-Veolia 354 |
| 386        | Mat Vestjens                           | Stadler GTW-DMU 2/8  | Stoptrein RS11 (Nijmegen – Roermond)                                                                                      | Ex-Veolia 355, droeg tot 10 december 2016 de naam Connie Palmen. Schade na aanrijding bij Tienray op 28-12 |
| 387        | Willem Tell                            | Stadler GTW-DMU 2/8  | Stoptrein RS11 (Nijmegen – Roermond)                                                                                      | Ex-Veolia 356, droeg tot 10 december 2016 de naam Chriet Titulaer. |
| 388        | Jan Linders                            | Stadler GTW-DMU 2/8  | Stoptrein RS11 (Nijmegen – Roermond)                                                                                      | Ex-Veolia 357, droeg tot 10 december 2016 de naam Gé Reinders. |
| 389        | Willem Nijholt                         | Stadler GTW-DMU 2/8  | Stoptrein RS11 (Nijmegen – Roermond)                                                                                      | Ex-Veolia 358, droeg tot 10 december 2016 de naam Pierre Cnoops. |
| 390        | Bart Brentjens                         | Stadler GTW-DMU 2/8  | Stoptrein RS11 (Nijmegen – Roermond)                                                                                      | Ex-Veolia 359, droeg tot 10 december 2016 de naam Pierre Cuypers. |
| 391        | Pierre Cuypers                         | Stadler GTW-DMU 2/8  | Stoptrein RS11 (Nijmegen – Roermond)                                                                                      | Ex-Veolia 360, droeg tot medio 2019 de naam André Rieu en tot 10 december 2016 de naam Wilhelm Tell. |
| 426        | Pieke Dassen                           | Stadler GTW-EMU 2/6  | Stoptrein RS18 (Maastricht Randwyck – Kerkrade Centrum)                                                                   | Ex-Veolia 501 |
| 427        | Jo Coenen                              | Stadler GTW-EMU 2/6  | Stoptrein RS18 (Maastricht Randwyck – Kerkrade Centrum)                                                                   | Ex-Veolia 502 |
| 428        | Beppie Kraft                           | Stadler GTW-EMU 2/6  | Stoptrein RS18 (Maastricht Randwyck – Kerkrade Centrum)                                                                   | Ex-Veolia 503 |
| 429        | Sint Servaas                           | Stadler GTW-EMU 2/6  | Stoptrein RS18 (Maastricht Randwyck – Kerkrade Centrum)                                                                   | Ex-Veolia 504 |
| 430        | Sjeng Kremers                          | Stadler GTW-EMU 2/6  | Stoptrein RS18 (Maastricht Randwyck – Kerkrade Centrum)                                                                   | Ex-Veolia 505 |
| 450        | Kasteel Hoensbroek                     | Stadler FLIRT3 II    | Stoptreinen RS12 (Roermond – Maastricht Randwyck) en RS18 (Heerlen – Sittard) en nachttrein Maastricht – Schiphol Airport | |
| 451        | De Groote Peel                         | Stadler FLIRT3 II    | Stoptreinen RS12 (Roermond – Maastricht Randwyck) en RS18 (Heerlen – Sittard) en nachttrein Maastricht – Schiphol Airport | |
| 452        | De Cauberg                             | Stadler FLIRT3 II    | Stoptreinen RS12 (Roermond – Maastricht Randwyck) en RS18 (Heerlen – Sittard) en nachttrein Maastricht – Schiphol Airport | |
| 453        | Abdij Rolduc                           | Stadler FLIRT3 II    | Stoptreinen RS12 (Roermond – Maastricht Randwyck) en RS18 (Heerlen – Sittard) en nachttrein Maastricht – Schiphol Airport | |
| 454        | Zuid-Limburgse Stoomtrein Maatschappij | Stadler FLIRT3 II    | Stoptreinen RS12 (Roermond – Maastricht Randwyck) en RS18 (Heerlen – Sittard) en nachttrein Maastricht – Schiphol Airport | |
| 455        | Het Geuldal                            | Stadler FLIRT3 II    | Stoptreinen RS12 (Roermond – Maastricht Randwyck) en RS18 (Heerlen – Sittard) en nachttrein Maastricht – Schiphol Airport | |
| 456        | Amerikaanse Begraafplaats Margraten    | Stadler FLIRT3 II    | Stoptreinen RS12 (Roermond – Maastricht Randwyck) en RS18 (Heerlen – Sittard) en nachttrein Maastricht – Schiphol Airport | |
| 457        | Het Witte Stadje                       | Stadler FLIRT3 II    | Stoptreinen RS12 (Roermond – Maastricht Randwyck) en RS18 (Heerlen – Sittard) en nachttrein Maastricht – Schiphol Airport | |
| 458        | 't Jaomerdal                           | Stadler FLIRT3 II    | Stoptreinen RS12 (Roermond – Maastricht Randwyck) en RS18 (Heerlen – Sittard) en nachttrein Maastricht – Schiphol Airport | |
| 459        | Kasteeltuinen Arcen                    | Stadler FLIRT3 II    | Stoptreinen RS12 (Roermond – Maastricht Randwyck) en RS18 (Heerlen – Sittard) en nachttrein Maastricht – Schiphol Airport | Raakte op 23 december 2016 in botsing met een NS FLIRT. Had eerst de naam Kasteel Arcen |
| 460        | Pinkpop                                | Stadler FLIRT3 II    | Stoptreinen RS12 (Roermond – Maastricht Randwyck) en RS18 (Heerlen – Sittard) en nachttrein Maastricht – Schiphol Airport | |
| 461        | Mestreech                              | Stadler FLIRT3 II    | Stoptreinen RS12 (Roermond – Maastricht Randwyck) en RS18 (Heerlen – Sittard) en nachttrein Maastricht – Schiphol Airport | |
| 462        | Beleef Kerkrade                        | Stadler FLIRT3 II    | Stoptreinen RS12 (Roermond – Maastricht Randwyck) en RS18 (Heerlen – Sittard) en nachttrein Maastricht – Schiphol Airport | |
| 463        | Bonnefantenmuseum                      | Stadler FLIRT3 II    | Stoptreinen RS12 (Roermond – Maastricht Randwyck) en RS18 (Heerlen – Sittard) en nachttrein Maastricht – Schiphol Airport | |
| 464        | Mookerheide                            | Stadler FLIRT3 II    | Stoptreinen RS12 (Roermond – Maastricht Randwyck) en RS18 (Heerlen – Sittard) en nachttrein Maastricht – Schiphol Airport | |
| 530        | Sjef Diederen                          | Stadler GTW-EMU 2/8  | Stoptrein RS18 (Maastricht Randwyck – Kerkrade Centrum)                                                                   | Ex-Veolia 651 |
| 531        |                                        | Stadler GTW-EMU 2/8  | Stoptrein RS18 (Maastricht Randwyck – Kerkrade Centrum)                                                                   | Ex-Veolia 652, droeg tot 10 december 2016 de naam Jac. P. Thijsse. |
| 532        | André Rieu                             | Stadler GTW-EMU 2/8  | Stoptrein RS18 (Maastricht Randwyck – Kerkrade Centrum)                                                                   | Ex-Veolia 653 |
| 550        |                                        | Stadler FLIRT3 IIImc | Sneltrein RE18 (Liège-Guillemins – Maastricht – Aachen Hbf) en nachttrein Maastricht – Schiphol Airport                   | |
| 551        |                                        | Stadler FLIRT3 IIImc | Sneltrein RE18 (Liège-Guillemins – Maastricht – Aachen Hbf) en nachttrein Maastricht – Schiphol Airport                   | |
| 552        |                                        | Stadler FLIRT3 IIImc | Sneltrein RE18 (Liège-Guillemins – Maastricht – Aachen Hbf) en nachttrein Maastricht – Schiphol Airport                   | |
| 553        |                                        | Stadler FLIRT3 IIImc | Sneltrein RE18 (Liège-Guillemins – Maastricht – Aachen Hbf) en nachttrein Maastricht – Schiphol Airport                   | |
| 554        |                                        | Stadler FLIRT3 IIImc | Sneltrein RE18 (Liège-Guillemins – Maastricht – Aachen Hbf) en nachttrein Maastricht – Schiphol Airport                   | |
| 555        |                                        | Stadler FLIRT3 IIImc | Sneltrein RE18 (Liège-Guillemins – Maastricht – Aachen Hbf) en nachttrein Maastricht – Schiphol Airport                   | |
| 556        |                                        | Stadler FLIRT3 IIImc | Sneltrein RE18 (Liège-Guillemins – Maastricht – Aachen Hbf) en nachttrein Maastricht – Schiphol Airport                   | |
| 557        |                                        | Stadler FLIRT3 IIImc | Sneltrein RE18 (Liège-Guillemins – Maastricht – Aachen Hbf) en nachttrein Maastricht – Schiphol Airport                   | |
| 560        |                                        | Stadler FLIRT3 III   | Stoptrein RS11 (Nijmegen – Roermond)                                                                                      | In aanbouw/nog niet in dienst |
| 561        |                                        | Stadler FLIRT3 III   | Stoptrein RS11 (Nijmegen – Roermond)                                                                                      | In aanbouw/nog niet in dienst |
| 562        |                                        | Stadler FLIRT3 III   | Stoptrein RS11 (Nijmegen – Roermond)                                                                                      | In aanbouw/nog niet in dienst |
| 563        |                                        | Stadler FLIRT3 III   | Stoptrein RS11 (Nijmegen – Roermond)                                                                                      | In aanbouw/nog niet in dienst |
| 564        |                                        | Stadler FLIRT3 III   | Stoptrein RS11 (Nijmegen – Roermond)                                                                                      | In aanbouw/nog niet in dienst |
| 565        |                                        | Stadler FLIRT3 III   | Stoptrein RS11 (Nijmegen – Roermond)                                                                                      | In aanbouw/nog niet in dienst |
| 566        |                                        | Stadler FLIRT3 III   | Stoptrein RS11 (Nijmegen – Roermond)                                                                                      | In aanbouw/nog niet in dienst |
| 567        |                                        | Stadler FLIRT3 III   | Stoptrein RS11 (Nijmegen – Roermond)                                                                                      | In aanbouw/nog niet in dienst |
| 568        |                                        | Stadler FLIRT3 III   | Stoptrein RS11 (Nijmegen – Roermond)                                                                                      | In aanbouw/nog niet in dienst |
| 569        |                                        | Stadler FLIRT3 III   | Stoptrein RS11 (Nijmegen – Roermond)                                                                                      | In aanbouw/nog niet in dienst |
| 570        |                                        | Stadler FLIRT3 III   | Stoptrein RS11 (Nijmegen – Roermond)                                                                                      | In aanbouw/nog niet in dienst |
| 571        |                                        | Stadler FLIRT3 III   | Stoptrein RS11 (Nijmegen – Roermond)                                                                                      | In aanbouw/nog niet in dienst |
| 572        |                                        | Stadler FLIRT3 III   | Stoptrein RS11 (Nijmegen – Roermond)                                                                                      | In aanbouw/nog niet in dienst |
| 601        | Het Wad                                | WINK                 | Noordelijke Nevenlijnen                                                                                                   | |
| 602        | d'Olle Grieze                          | WINK                 | Noordelijke Nevenlijnen                                                                                                   | |
| 603        | Noar hoes                              | WINK                 | Noordelijke Nevenlijnen                                                                                                   | |
| 604        | Museumspoorlijn STAR                   | WINK                 | Noordelijke Nevenlijnen                                                                                                   | |
| 605        | Noorderzon                             | WINK                 | Noordelijke Nevenlijnen                                                                                                   | van Leeuwarden naar Blerick gegaan voor inbouw van ETCS. |
| 606        | De Drie Gezusters                      | WINK                 | Noordelijke Nevenlijnen                                                                                                   | van Leeuwarden naar Blerick gegaan voor inbouw van ETCS. |
| 607        | Westerwolde                            | WINK                 | Noordelijke Nevenlijnen                                                                                                   | |
| 608        | Oldehove                               | WINK                 | Noordelijke Nevenlijnen                                                                                                   | |
| 609        | Hongerige Wolf                         | WINK                 | Noordelijke Nevenlijnen                                                                                                   | |
| 610        | Oerol                                  | WINK                 | Noordelijke Nevenlijnen                                                                                                   | |
| 611        | Hangende keukens                       | WINK                 | Noordelijke Nevenlijnen                                                                                                   | |
| 612        | Holwerd aan Zee                        | WINK                 | Noordelijke Nevenlijnen                                                                                                   | |
| 613        | Thús                                   | WINK                 | Noordelijke Nevenlijnen                                                                                                   | |
| 614        | Reaklif                                | WINK                 | Noordelijke Nevenlijnen                                                                                                   | |
| 615        | Alvestêdetocht                         | WINK                 | Noordelijke Nevenlijnen                                                                                                   | |
| 616        | Zwarte Haan                            | WINK                 | Noordelijke Nevenlijnen                                                                                                   | |
| 617        | De Slachte                             | WINK                 | Noordelijke Nevenlijnen                                                                                                   | |
| 618        | Snitser Mar                            | WINK                 | Noordelijke Nevenlijnen                                                                                                   | |

## Bus
De eerste jaren reed Arriva in de Noordelijke provincies met het wagenpark dat van de voorgaande vervoerders was overgenomen. Dit waren voornamelijk hogevloerbussen, waaronder verschillende typen van de standaardstreekbus van busbouwers Hainje en Den Oudsten (B88 en Alliance) en de Mercedes-Benz O408. In de stad Groningen reden de CSA II-bussen en de Mercedes-Benz O405.
In 1999 kwamen de eerste door Arriva bestelde bussen op de weg. Dit waren bussen voor de Aggloliner in Groningen van het type Mercedes-Benz Integro. In 2000 volgde een bestelling bij Berkhof voor lagevloerbussen van het type 2000NL.
Daarna ging de vervoerder "typische" Britse Arriva-bussen bestellen. De carrosserie werd aangepast met een voordeur en een dubbele achterdeur aan de rechterzijde in plaats van de linkerzijde. Deze bussen waren redelijk opvallend in het straatbeeld, de meeste Nederlandse bussen waren immers van Nederlandse of Duitse makelij. Om te beginnen stroomden in 2001 in Friesland een vijftigtal nieuwe Dennis Dart lagevloerbussen in. Een jaar later werden de bussen op de stadsdienst Leeuwarden grotendeels vervangen door de Wright Commander en Wright Cadet gebouwd op VDL-chassis. Ook voor de Friese streeklijnen werden Commanders gebouwd om oude bussen te kunnen afvoeren.
Vervoermaatschappij NoordNed bestelde wel bussen van Nederlandse afkomst bij Berkhof in Heerenveen. Daar werd net een nieuw bustype geïntroduceerd onder de naam Ambassador, die op hetzelfde VDL-chassis als de Wright Commander werd gebouwd. Er werden twee series in respectievelijk 2002 en 2003 afgeleverd.
Arriva bestelde in 2002 ook Duitse bussen van het type Mercedes-Benz Citaro voor de stadsdienst in Groningen. In 2003 werd de laatste serie Wright Commanders afgeleverd voor de nieuw gewonnen concessie DAV-gebied. In 2004 bestelde Arriva voor het eerst sinds jaren weer bussen bij VDL Berkhof. De 64 Ambassadors werden afgeleverd voor Groningen en Drenthe en een paar bussen voor Zuidoost-Fryslân. Daarnaast werd hetzelfde jaar nog een serie gebouwd voor NoordNed. In de jaren erna bestelde Arriva voornamelijk bussen van Irisbus, Volvo, Mercedes-Benz en VDL.

### Afvoer van bussen
Inmiddels zijn alle bussen van voor 1999 afgevoerd. Veel bussen werden geëxporteerd, een aantal bussen werd gesloopt en sommige bussen kregen nog een tweede leven in Nederland bij touringcarbedrijven zoals Arriva Touring.
De standaardstreekbussen en CSA stadsbussen werden als eerste buitendienst gesteld. Een aantal oude bussen, evenals een aantal nieuw bestelde bussen voor Noord-Nederland werd tussen januari en juli 2003 tijdelijk ingezet in de gewonnen concessie DAV-gebied omdat de bestelde Wright-bussen nog niet klaar waren. Het overige "recentere" materieel met een hogevloer (Alliance/O408) heeft nog wel een aantal jaar doorgereden, voornamelijk in de Noordelijke provincies.
Door het verlies van verschillende Noordelijke concessies, waaronder het busvervoer in Groningen en Noord- & Midden-Drenthe, heeft Arriva een grote vloot bussen geëxporteerd. De Dennis-bussen en een deel van de Wrightbussen, Ambassadors, Volvo's en Citaro's zijn verhuisd naar onder meer Arriva-dochters in Tsjechië en Portugal. Van de 10 ex-P+R Citybus Groningen MAN Lion's City CNG's rijden er 4 op Ameland, de rest is verkocht aan Syntus, die de bussen inzet op onder meer de Valleilijn en Veluwelijn.
Per 11 december 2011 zijn circa 150 bussen van ongeveer 6 jaar oud uit dienst gehaald vanwege het verlies van de concessie Waterland. 85 bussen verhuisden naar de Zweedse hoofdstad Stockholm, waar Arriva Skandinavien A/S een concessie had gewonnen. VDL Bus Heerenveen heeft deze gelede bussen van de types Mercedes-Benz Citaro G en Scania OmniLink verbouwd. De bussen kregen dubbele beglazing en betere verwarming, waarmee ze zijn berekend op de kou in het Scandinavische land. De kleur van de bussen is veranderd in donkerrood. De Mercedes Benz-bussen worden daar sinds augustus 2012 ingezet, de andere helft is in januari 2013 in dienst gegaan. Een aantal oudere bussen uit het DAV-gebied zijn omgewisseld met een aantal jongere bussen uit Waterland.
Sinds 9 december 2012 verzorgt Arriva weer het busvervoer in Noord- en Zuidwest-Fryslân (inclusief stadsdienst Leeuwarden). In de beginperiode werden daar enkele oudere bussen ingezet omdat niet al het nieuwe materieel op tijd klaar was. Dit waren voornamelijk Wright Commanders (6200 serie) en enkele Mercedes-Benz Citaro (geleed) en Berkhof Ambassador-bussen.
Het wagenpark van Arriva voor het stads- en streekvervoer bestaat vrijwel alleen nog uit bussen met een verlaagde in- en uitstap. De meeste bussen zijn van de types VDL (Berkhof) Ambassador, VDL Citea en Mercedes-Benz Citaro. Alleen voor de Qliners worden nog bussen met een hogevloer gebruikt van de types Mercedes-Benz Integro en Mercedes-Benz Intouro. Deze bussen dienen vaak wel verplicht een rolstoellift te hebben.

### Wagenparklijst
Hieronder al het busmaterieel van Arriva uit heden en verleden
De 35 bussen met de wagenparknummers 0001 tot en met 0035 met de bouwjaren uit de jaren 1980 kwamen van de handelaren Novio Techniek, Den Otter te Hazeldonk en Van der Wal uit Joure. Deze bussen werden tussen januari 2003 en juni 2003 tijdelijk ingezet in de concessie DAV-gebied (voornamelijk Drechtsteden) vanwege materieeltekort.
Status:
- Export = bus(serie) is geëxporteerd
- (export) = bus(serie) wordt geëxporteerd
- In dienst = bus(serie) is in gebruik bij Arriva
- Sloop = bus(serie) is gesloopt
- Verkocht = bus(serie) is verkocht aan een andere vervoerder in Nederland
- Opgelegd = bus(serie) is uit dienst gehaald (en staat bijvoorbeeld stil bij een busgarage van Arriva)

Soms staan er meer statussen bij één busserie. Dit betekent dat de status op een deel van de busserie van toepassing is (e.g., een deel is geëxporteerd, terwijl een deel nog in gebruik is bij Arriva).
| Series                                                                                  | Bouwjaar          | Merk                      | Type                        | Status                            | (Huidige) inzet                                                                           | Opmerking | Afbeelding                                                                                  |
| --------------------------------------------------------------------------------------- | ----------------- | ------------------------- | --------------------------- | --------------------------------- | ----------------------------------------------------------------------------------------- | --- | ------------------------------------------------------------------------------------------- |
| ???? (58x)                                                                              | 2025              | VDL                       | Citea LE-122                | In aanbouw                        | West-Brabant (streekdienst)                                                               | |                                                                                             |
| ???? (99x)                                                                              | 2025              | VDL                       | Citea LE-135                | In aanbouw                        | West-Brabant (Bravodirect)                                                                | |                                                                                             |
| 0001-0002                                                                               | 1987              | Hainje                    | CSA II                      | Export                            |                                                                                           | Voormalige GVBA 346, 352. |                                                                                             |
| 0003                                                                                    | 1986              | Mercedes-Benz             | O305                        | Export                            |                                                                                           | Voormalige SVD 38. |                                                                                             |
| 0004-0006                                                                               | 1987              | Hainje                    | CSA II                      | Export                            |                                                                                           | Voormalige GVBA 367-369 |                                                                                             |
| 0007-0008                                                                               | 1983              | Hainje                    | CSA II                      | Export                            |                                                                                           | Voormalige Hermes 1840, 1846 |                                                                                             |
| 0009-0011                                                                               | 1985              | Den Oudsten               | Standaardstreekbus          | Export                            |                                                                                           | Voormalige Connexxion 9790, 9798, 9818 |                                                                                             |
| 0011-0015                                                                               | 2009              | Bova                      | Futura                      | Buiten dienst                     | Limburg                                                                                   | Waren van Kupers en hadden de wagenparknummers 276 en 282-285. |                                                                                             |
| 0012                                                                                    | 1983              | Den Oudsten               | Standaardstreekbus          | Export                            |                                                                                           | Voormalige Arke-TAD 9521 |                                                                                             |
| 0013-0018                                                                               | 1986              | Den Oudsten               | Standaardstreekbus          | Export                            |                                                                                           | Voormalige 3618, 3632, 3624, 3598, 3667, 3597 |                                                                                             |
| 0016-0020                                                                               | 2017              | VDL                       | Futura                      | In dienst                         | Limburg                                                                                   | Deze bussen zijn geen eigendom van Arriva maar van Kuipers. Hebben de wagenparknummers 210, 328, 356, 383, 384. |                                                                                             |
| 0021-0022                                                                               | 2022              | Mercedes-Benz             | Citaro                      | In dienst                         | Limburg                                                                                   | Deze bussen zijn geen eigendom van Arriva maar van Kuipers. Deze bussen dragen daar de nummers 135-136. |                                                                                             |
| 0019                                                                                    | 1985              | Den Oudsten               | Standaardstreekbus          | Export                            |                                                                                           | Voormalige Connexxion 9921 |                                                                                             |
| 0020                                                                                    | 1983              | Den Oudsten               | Standaardstreekbus          | Export                            |                                                                                           | Voormalige Ehad 521 |                                                                                             |
| 0021                                                                                    | 1984              | Den Oudsten               | Standaardstreekbus          | Export                            |                                                                                           | Voormalige NoordNed 9663 |                                                                                             |
| 0022                                                                                    | 1985              | Den Oudsten               | Standaardstreekbus          | Export                            |                                                                                           | Voormalige Connexxion 9808 |                                                                                             |
| 0023-0024                                                                               | 1983              | Den Oudsten               | Standaardstreekbus          | Export                            |                                                                                           | Voormalige Connexxion 9442, 9437 |                                                                                             |
| 0025-0029                                                                               | 1985              | Den Oudsten               | Standaardstreekbus          | Export                            |                                                                                           | Voormalige Connexxion 9912, 9816, 9819, 9913, 9906 |                                                                                             |
| 0028                                                                                    | 2014              | MAN                       | Lion's City                 | Export                            | Oost-Brabant                                                                              | Deze bus reed voor onderaannemer Van Driel. Daar droeg hij het wagenparknummer 310. Ex-Lücke Reisen |                                                                                             |
| 0029-0030                                                                               | 2016              | Setra                     | S 415 LE Business           | In dienst                         | Oost-Brabant                                                                              | Deze bussen rijden voor onderaannemer Van Driel. De wagenparknummers van Van Driel zijn 308 en 309. |                                                                                             |
| 0030                                                                                    | 1986              | Den Oudsten               | Standaardstreekbus          | Export                            |                                                                                           | Voormalige Connexxion 6605 |                                                                                             |
| 0031-0041                                                                               | 2011              | Scania                    | OmniLink standaard          | Buiten dienst                     | Achterhoek, Brabant, Limburg, Zuid-Holland Noord                                          | - 0031 = ex-EBS 5034 - 0032 = ex-EBS 5019 - 0033 = ex-EBS 5027 - 0034 = ex-EBS 5026 - 0035 = ex-EBS 5031, later ex-EBS 5001 - 0036 = ex-EBS 5030 - 0037 = ex-EBS 5014 - 0038 = ex-EBS 5032 - 0039 = ex-EBS 5008 - 0040 = ex-EBS 5013 - 0041 = ex-EBS 5033 |                                                                                             |
| 0031                                                                                    | 1982              | Den Oudsten               | DAF MB200                   | Export                            |                                                                                           | Voormalige Connexxion 9240 |                                                                                             |
| 0032                                                                                    | 1987              | Hainje                    | CSA II                      | Export                            |                                                                                           | Voormalige HTM 492 |                                                                                             |
| 0033                                                                                    | 1986              | Den Oudsten               | Standaardstreekbus          | Export                            |                                                                                           | Voormalige Hermes 3613 |                                                                                             |
| 0034                                                                                    | 1988              | Den Oudsten               | Standaardstreekbus          | Export                            |                                                                                           | Voormalige Hermes 3913 |                                                                                             |
| 0035                                                                                    | 1989              | Hainje                    | ST2000                      | Export                            |                                                                                           | Voormalige Novio 603 |                                                                                             |
| 41-68                                                                                   | 1993              | Volvo B10M                | ST2000                      | Export/sloop                      | 's-Hertogenbosch                                                                          | Achtereenvolgens voormalig: RET 604, 664, 668, 671, 679, 684, 693, 678, 690, 685, 600, 661, 683, 662, 675, 688, 603, 687, 692, 680, 660, 686, 607, 666, 667, 669, 606, 696. In 2006/2007 gehuurd van Womy in afwachting van nieuw materieel. |                                                                                             |
| 0042-0045                                                                               | 2011              | Scania                    | OmniLink                    | Buiten dienst                     | Limburg, Achterhoek-Rivierenland, Brabant                                                 | Ex-EBS 4001, 4002, 5009 en 4089 |                                                                                             |
| 0044                                                                                    | 2016              | Mercedes-Benz             | Citaro 2 LE                 | Terug naar Qbuzz                  | Friesland                                                                                 | Oorspronkelijk gedacht als Qbuzz 3368. Rijdt daar sinds maart 2018 alsnog. |                                                                                             |
| 0045                                                                                    | 2016              | Setra                     | S 416 LE Business           | Export                            | Friesland                                                                                 | Demobus |                                                                                             |
| 0050-0053                                                                               | 2006              | VDL Berkhof               | Ambassador                  | Buiten dienst                     | Zuid Holland Noord, Achterhoek-Rivierenland, Limburg                                      | Ex-Veolia-bussen. - 0050 = ex-Veolia 5057 - 0051 = ex-Veolia 5056 - 0052 = ex-Veolia 5053 - 0053 = ex-Veolia 5055 |                                                                                             |
| 0054                                                                                    | 2013              | VDL                       | Citea LLE-120               | In dienst                         | Limburg                                                                                   | Deze bus is geen eigendom van Arriva maar van Kuipers en heeft daar het nummer 342, voorheen 8611, daarvoor Hermes 3001. |                                                                                             |
| 0055                                                                                    | 2017              | VDL                       | Citea LLE-120               | In dienst                         | Limburg                                                                                   | Deze bus is geen eigendom van Arriva maar van Kuipers en heeft daar het nummer 379 |                                                                                             |
| 0056                                                                                    | 2017              | VDL                       | Citea LLE-99                | In dienst                         | Limburg                                                                                   | Deze bus is geen eigendom van Arriva maar van Kuipers en heeft het nummer 343 |                                                                                             |
| 0068-0070                                                                               | 2007              | Mercedes-Benz             | Citaro G                    | In dienst                         | Brabant                                                                                   | Deze bussen zijn geen eigendom van Arriva, maar van BusiNext. De wagenparknummers bij BusiNext zijn 719, 720 en 727. |                                                                                             |
| 0079                                                                                    | 2008              | Berkhof                   | Ambassador                  | In dienst                         | Oost- en West-Brabant                                                                     | Deze bus is geen eigendom van Arriva, maar van BusiNext. Het wagenparknummer van BusiNext is 587. |                                                                                             |
| 0085-0087                                                                               | 2008              | Berkhof                   | Ambassador                  | Buiten dienst                     | Zuid-Holland Noord, Oost-Brabant, DAV                                                     | Ex-Connexxion 4241, 4242 en 4243 (in die volgorde). Reden in de concessie Zuid-Holland Noord op de Keukenhoflijnen. Reden tijdelijk in de concessie Oost-Brabant. Ze reden tussen het najaar van 2017 en december 2018 in het DAV gebied |                                                                                             |
| 88                                                                                      | 2005              | Mercedes-Benz             | Citaro LE                   | Buiten dienst                     | Oost- en West-Brabant                                                                     | Deze bus was geen eigendom van Arriva, maar van TCR. |                                                                                             |
| 97-98                                                                                   | 2007              | MAN                       | Lion's Regio                | Export                            | West-Brabant, Waterland                                                                   | Deze bussen waren geen eigendom van Arriva, maar van TCR/BusiNext. |                                                                                             |
| 0101                                                                                    | 2008              | Mercedes-Benz             | Integro                     | In dienst                         | Oost- en West-Brabant                                                                     | Deze bus is geen eigendom van Arriva, maar van BusiNext. Het wagenparknummer van BusiNext is 460. |                                                                                             |
| 0102-0106                                                                               | 2008              | Berkhof                   | Ambassador                  | Deels in dienst                   | Oost- en West-Brabant                                                                     | Deze bussen zijn geen eigendom van Arriva, maar van BusiNext. De wagenparknummers van BusiNext zijn 582-586, 588 en 589. |                                                                                             |
| 0108-0109                                                                               | 2008              | Berkhof                   | Ambassador                  | Deels in dienst                   | Oost- en West-Brabant                                                                     | Deze bussen zijn geen eigendom van Arriva, maar van BusiNext. De wagenparknummers van BusiNext zijn 582-586, 588 en 589. |                                                                                             |
| 101-103                                                                                 | 1988              | Hainje                    | CSA-II                      | Buiten dienst                     |                                                                                           | Deze bussen waren gehuurd van BBA |                                                                                             |
| 0110-0119                                                                               | 2008              | Mercedes-Benz             | Citaro LE                   | In dienst                         | Oost- en West-Brabant                                                                     | Deze bussen zijn geen eigendom van Arriva, maar van BusiNext. De wagenparknummers van BusiNext zijn 500-509. |                                                                                             |
| 111                                                                                     | 1988              | Hainje                    | CSA-II                      | Buiten dienst                     |                                                                                           | Deze bus was gehuurd van BBA |                                                                                             |
| 120                                                                                     | 1987              | Mercedes-Benz             | O405                        | Export                            | Groningen                                                                                 | Voormalige GVBG-bussen | Deze bus ging eerst naar het bedrijf Groninger Huur Auto en later naar het GVB als bus 120. |
| 0120-0121                                                                               | 2006              | Berkhof                   | Ambassador                  | Buiten dienst                     | Oost-Brabant                                                                              | Deze bussen waren geen eigendom van Arriva, maar van BusiNext. De wagenparknummers bij BusiNext zijn 610 en 612. Voormalig Veolia Transport 5286 en 5096. |                                                                                             |
| 121-132                                                                                 | 1989              | Mercedes-Benz             | O405                        | Export                            | Groningen                                                                                 | Voormalige GVBG-bussen |                                                                                             |
| 0122-0126                                                                               | 2007              | MAN                       | Lion's City TÜ              | Buiten dienst                     | Brabant                                                                                   | Deze bussen zijn geen eigendom van Arriva, maar van BusiNext. De wagenparknummers bij BusiNext zijn 470, 472, 478, 480 en 484. Voormalig Connexxion 3842, 3828, 3893, 3898 en 3938. |                                                                                             |
| 133-136                                                                                 | 1990              | Mercedes-Benz             | O405G                       | Export                            | Groningen                                                                                 | Voormalige GVBG-bussen |                                                                                             |
| 137-138                                                                                 | 1991              | Mercedes-Benz             | O405G                       | Export                            | Groningen                                                                                 | Voormalige GVBG-bussen |                                                                                             |
| 139                                                                                     | 1991              | Mercedes-Benz             | O405                        | Export                            | Groningen                                                                                 | Voormalige GVBG-bus |                                                                                             |
| 139                                                                                     | 2013              | BYD                       | K9                          | Overgegaan naar Qbuzz             | Schiermonnikoog                                                                           | Naar Qbuzz als 1157 |                                                                                             |
| 140-141                                                                                 | 1991              | Mercedes-Benz             | O405                        | Export                            | Groningen                                                                                 | Voormalige GVBG-bussen |                                                                                             |
| 142-152                                                                                 | 1992              | Mercedes-Benz             | O405G                       | Export/sloop                      | Groningen                                                                                 | Voormalige GVBG-bussen. 152 reed met trein/bus opschriften, is eind 2011 opgelegd en daarna gesloopt. |                                                                                             |
| 0151-0157                                                                               | 2008              | Berkhof                   | Ambassador                  | Buiten dienst                     | Achterhoek-Rivierenland                                                                   | Ex-Connexxion 4136, 4154, 4162, 4204, 4227, 4231 en 4210 (in die volgorde). |                                                                                             |
| 153-157                                                                                 | 1993              | Mercedes-Benz             | O405G                       | Export                            | Groningen                                                                                 | Voormalige GVBG-bussen |                                                                                             |
| 158-161                                                                                 | 1999              | Mercedes-Benz             | Citaro G                    | Export                            | Groningen                                                                                 | |                                                                                             |
| 0158-0163                                                                               | 2008              | Berkhof                   | Ambassador                  | Buiten dienst                     | Achterhoek-Rivierenland                                                                   | Voormalig Connexxion Utrecht 4229, 4264, 4254, 4235, 4258, 4265 (in die volgorde) |                                                                                             |
| 162-165                                                                                 | 2002              | Mercedes-Benz             | Citaro G                    | Export                            | Groningen                                                                                 | |                                                                                             |
| 0190-0192                                                                               | 2014              | Mercedes-Benz             | Sprinter City               | Buiten dienst                     | Zuid-Holland Noord (lijn 10 in Leiden)                                                    | Voorheen Syntus Utrecht 1159, 1160 en 1162. daarvoor Qbuzz 3880, 3882 en 3883. |                                                                                             |
| 201-206                                                                                 | 1995              | DAF/Berkhof               | 2000NL (LPG)                | Sloop, 204 is museumbus           | Groningen                                                                                 | Voormalige GVBG-bussen, 204 museumbus NBM |                                                                                             |
| 0207-0215                                                                               | 2003              | VDL Berkhof               | Ambassador                  | Buiten dienst                     | DAV, Limburg                                                                              | Voormalige VBN-bussen, daarvoor oorspronkelijk Connexxion 8155, 8159, 8162 en 8165 en Hermes 1736, 1739, 1748, 1760, 1778. Reden tot een onbekend moment in de concessie Limburg. Het waren tijdelijke bussen tot alle elektrische bussen waren ingestroomd. |                                                                                             |
| 221-234                                                                                 | 2004              | Mercedes-Benz             | Citaro G                    | Buiten dienst/export              | Groningen, Achterhoek, DAV, Zuid-Holland Noord, Wadden                                    | De 227 reed sinds 2011 bij Gelderesch Reizen. In 2015 is deze bus echter weer naar Arriva gegaan en reed sinds 2015 in de regio Dordrecht. Echter rijdt de bus sinds een onbekend moment in 2017 in de concessie Zuid-Holland Noord. De 223 reed vanaf 2011 tot en met 2012 ook bij Gelderesch Reizen, maar wordt sinds december 2012 ingezet op Ameland. De 231 reed bij Arriva Touring. De 232 reed tot en met 2011 bij Arriva Touring, maar is in 2012 teruggegaan bij Arriva en wordt als laatst ingezet op Terschelling samen met de 234. |                                                                                             |
| 0228                                                                                    | 2017              | Mercedes-Benz             | Citaro 2 G                  | Export                            | Zuid-Holland Noord                                                                        | Ex-GVB 1600 |                                                                                             |
| 241                                                                                     | 2005              | Mercedes-Benz             | Citaro G                    | Geëxporteerd                      | Friesland                                                                                 | |                                                                                             |
| 251-254                                                                                 | 2008              | MAN                       | Lion's City CNG A23         | Buiten dienst                     | Friesland                                                                                 | Deze bussen waren oorspronkelijk aangeschaft voor de P+R Citybuslijnen in de stad Groningen. Nadat Qbuzz deze lijnen overnam verhuisden deze bussen naar Ameland. Sinds 9 december 2012 rijden de 251, 253 en 254 op stadslijn 612 in Leeuwarden. In december 2013 is ook de 252 naar Leeuwarden gegaan. In 2019 vervangen door zes elektrische bussen (VDL Citea). |                                                                                             |
| 255-260                                                                                 | 2008              | MAN                       | Lion's City CNG A23         | Overgegaan naar Syntus Gelderland | Veluwe                                                                                    | Oorspronkelijk in dienst voor de P+R Citybuslijnen in de stad Groningen. Deze zes bussen zijn in juni 2011 door Syntus Gelderland overgenomen. |                                                                                             |
| 268-269                                                                                 | 2008              | Mercedes-Benz             | Sprinter City               | Deels in dienst                   | Limburg                                                                                   | Deze bussen zijn geen eigendom van Arriva, maar van BusiNext en rijden daar onder de nummers 594, 593, 591 en 592. |                                                                                             |
| 271-272                                                                                 | 2008              | Mercedes-Benz             | Sprinter City               | Deels in dienst                   | Limburg                                                                                   | Deze bussen zijn geen eigendom van Arriva, maar van BusiNext en rijden daar onder de nummers 594, 593, 591 en 592. |                                                                                             |
| 0270                                                                                    | 2007              | Berkhof                   | Ambassador                  | Deels in dienst                   | Limburg, Brabant                                                                          | Deze bussen zijn geen eigendom van Arriva, maar van BusiNext. De wagenparknummers bij BusiNext zijn 567, 570, 573, 574, 577, 580 en 581. |                                                                                             |
| 0273-0279                                                                               | 2007              | Berkhof                   | Ambassador                  | Deels in dienst                   | Limburg, Brabant                                                                          | Deze bussen zijn geen eigendom van Arriva, maar van BusiNext. De wagenparknummers bij BusiNext zijn 567, 570, 573, 574, 577, 580 en 581. |                                                                                             |
| 0273-0276                                                                               | 2015              | Mercedes-Benz             | Citaro G                    | In dienst                         | West-Brabant (drukke lijnen in en rond Breda)                                             | Ex-Wiener Lienen 8772, 8765, 8769, 8770 (in die volgorde) |                                                                                             |
| 276                                                                                     | 2008              | MAN                       | Lion's City TÜ (A78)        | Buiten dienst                     | GGD                                                                                       | Van 10 december 2012 t/m 21 april 2013 eigendom van Arriva Touring. Reed tijdelijk op de stadsdienst Leeuwarden. |                                                                                             |
| 0276                                                                                    | 2006              | Berkhof                   | Ambassador                  | Verbouwd tot GGD testbus          | Limburg                                                                                   | Deze bus is geen eigendom van Arriva, maar van BusiNext. Het nummer bij BusiNext is 606. Ex-Veolia 5139. |                                                                                             |
| 277                                                                                     | 2008              | MAN                       | Lion's City TÜ (A78)        | Buiten dienst                     | GGD                                                                                       | Van 10 december 2012 t/m 25 april 2013 eigendom van Arriva Touring. ex-Qbuzz 1100/Connexxion 3149. |                                                                                             |
| 281-285                                                                                 | 2009              | Setra                     | Setra S 431 DT              | Buiten dienst                     | DB IC Bus                                                                                 | Van Arriva Touring. Sinds 23 juni 2014 IC Bus verbinding Antwerpen – Eindhoven – Düsseldorf. Sinds 22 september 2014 IC bus verbinding tussen Düsseldorf – Roermond – Brussel. |                                                                                             |
| 0281-0283                                                                               | 2010              | MAN                       | MAN Lion's City G           | Buiten dienst                     | West-Brabant (drukke lijnen in en rond Breda)                                             | Ex-Veolia 6761, 6763 en 6764. |                                                                                             |
| 0285-0288                                                                               | 2009              | Mercedes-Benz             | Citaro G                    | Deels in dienst                   | Stadsdienst Tilburg                                                                       | Voormalige Qbuzz-bussen 3055, 3061, 3064, 3070 uit Groningen. In dienst bij Arriva sinds 2017 en rijden sinds begin 2017 in Tilburg, en worden voornamelijk ingezet als “Stappegoor Shuttle” op lijn 601 (daarop reden voorheen de Scania OmniLink G met busnummers 7852 en 7855) |                                                                                             |
| 286-290                                                                                 | 2014              | Setra                     | Setra S 431 DT              | Buiten dienst                     | DB IC Bus                                                                                 | Van Arriva Touring. Sinds 23 juni 2014 IC Bus verbinding Antwerpen – Eindhoven – Düsseldorf. Sinds 22 september 2014 IC bus verbinding tussen Düsseldorf – Roermond – Brussel. |                                                                                             |
| 291, 292                                                                                | 2010              | MAN                       | Lion's City G               | Buiten dienst                     | West-Brabant (drukke lijnen in en rond Breda)                                             | Ex Pouw Vervoer 346 en 347, daarvoor Veolia 6762 en 6765. |                                                                                             |
| 296-298                                                                                 | 2019              | Mercedes-Benz             | Intouro                     | In dienst                         | Achterhoek-Rivierenland                                                                   | Deze bussen zijn geen eigendom van Arriva, maar van Juijn. De nummers bij Juijn zijn 19, 22, 23. Deze bussen rijden in Rivierenland. |                                                                                             |
| 301                                                                                     | 2015              | MAN                       | Lion's Regio C              | In dienst                         | Oost-Brabant                                                                              | Deze bus is geen eigendom van Arriva, maar van taxibedrijf Van Driel. Deze bus wordt vooral ingezet voor scholierenvervoer in Oost-Brabant. |                                                                                             |
| 302-303                                                                                 | 2017              | Setra                     | S 416 LE Business           | In dienst                         | Oost-Brabant                                                                              | Deze bussen zijn geen eigendom van Arriva, maar van taxibedrijf Van Driel. De nummers bij Van Driel zijn 318 en 319. |                                                                                             |
| 304-305                                                                                 | 2023              | Mercedes-Benz             | Mercedes-Benz Intouro       | In dienst                         | Oost-Brabant                                                                              | Deze bussen zijn geen eigendom van Arriva, maar van taxibedrijf Van Driel. De nummers bij Van Driel zijn 331 en 332. |                                                                                             |
| 331-336                                                                                 | 2007              | VDL Berkhof               | Procity                     | In dienst                         | Stadsdienst Oss                                                                           | Deze bussen zijn geen eigendom van Arriva, maar van taxibedrijf Van Driel. Alle bussen zijn vooral bedoeld voor de Stadsdienst Oss (Oost-Brabant) en voor een paar streeklijnen. Eerder waren er twee gereserveerd voor de stadsdienst van 's-Hertogenbosch (Meierij). |                                                                                             |
| 337                                                                                     | 2008              | Mercedes-Benz             | Sprinter City               | Buiten dienst                     | Oost-Brabant (lijn 91)                                                                    | Deze bus is geen eigendom van Arriva, maar van taxibedrijf Taxi van Dijk. Bij Van Dijk heeft hij het nummer 311. |                                                                                             |
| 338-340                                                                                 | 2015              | MAN                       | Lion's City LE Ü            | In dienst                         | Oost-Brabant                                                                              | Deze bussen zijn geen eigendom van Arriva, maar van taxibedrijf Van Driel. |                                                                                             |
| 341-343                                                                                 | 2015              | MAN                       | Lion's Regio C              | In dienst                         | Oost-Brabant                                                                              | Deze bussen zijn geen eigendom van Arriva, maar van taxibedrijf Van Driel. Deze bussen worden vooral ingezet voor scholierenvervoer. |                                                                                             |
| 344-346                                                                                 | 2008              | MAN                       | Lion's City T               | Deels in dienst                   | Oost-Brabant                                                                              | Deze bussen zijn geen eigendom van Arriva, maar van taxibedrijf Van Driel. Voormalige Van Kooten Reizen 1-3, daarvoor waren 344 en 346 Arriva Touring 276 en 277 en was 345 Veolia 200, daarvoor was 344 Snelle Vliet 195 en 346 Connexxion 3149 en daarvoor waren de bussen bedoeld voor Qbuzz als 1091, 1100 en 2026. |                                                                                             |
| 347-349                                                                                 | 2007              | VDL Berkhof               | Ambassador 200              | Deels in dienst                   | Oost-Brabant                                                                              | Deze bussen zijn geen eigendom van Arriva, maar van taxibedrijf Van Driel. Deze bussen worden vooral ingezet voor scholierenvervoer in Oost-Brabant. Voormalige Zwaluw Reizen 5, 8 en 2 en daarvoor Veolia 5321, 5367 en 5320 (in die volgorde). |                                                                                             |
| 0395                                                                                    | 2010              | MAN                       | Lion's City G               | Buiten dienst                     | Brabant                                                                                   | Deze bussen zijn geen eigendom van Arriva, maar van BusiNext. De wagenparknummers bij BusiNext zijn 607 en 608. |                                                                                             |
| 0398                                                                                    | 2010              | MAN                       | Lion's City G               | Buiten dienst                     | Brabant                                                                                   | Deze bussen zijn geen eigendom van Arriva, maar van BusiNext. De wagenparknummers bij BusiNext zijn 607 en 608. |                                                                                             |
| 419-435                                                                                 | 2008              | VDL Berkhof               | Ambassador                  | Overgegaan naar Connexxion        | Hoeksche Waard/Goeree-Overflakkee                                                         | Deze bussen waren geen eigendom van Arriva, maar van Taxi Centrale Renesse. De bussen hadden wel de huisstijl van Arriva en werden tot december 2015 ingezet op de lijnen in de Hoeksche Waard-Goeree Overflakkee. Vanaf december 2015 rijden de bussen voor Connexxion in verschillende concessies. |                                                                                             |
| 442                                                                                     | 2008              | Volvo                     | 8700 BLE                    | In dienst                         | West-Brabant                                                                              | Deze bus is geen eigendom van Arriva, maar van BusiNext. |                                                                                             |
| 448-452                                                                                 | 2014              | Mercedes-Benz             | Citaro                      | In dienst                         | Limburg                                                                                   | Deze bussen zijn geen eigendom van Arriva, maar van BusiNext |                                                                                             |
| 497-499                                                                                 | 2004              | Mercedes-Benz             | Citaro G                    | Buiten dienst                     | Brabant                                                                                   | Deze bussen waren geen eigendom van Arriva, maar van BusiNext. Deze bussen reden voorheen bij TCR. Dit waren de voormalige Arriva 7801-7803. |                                                                                             |
| 0497-0499                                                                               | 2007              | Mercedes-Benz             | Citaro G                    | In dienst                         | Brabant                                                                                   | Deze bussen zijn geen eigendom van Arriva, maar van BusiNext. De wagenparknummers bij BusiNext zijn 721, 723 en 725. |                                                                                             |
| 501-508                                                                                 | 1985              | Hainje                    | CSA II                      | Export                            | Groningen                                                                                 | Voormalige GVBG-bussen. Zijn in augustus 1999 vernummerd van 1-8 naar 501-508. |                                                                                             |
| 509-514                                                                                 | 1986              | Hainje                    | CSA II                      | Export                            | Groningen                                                                                 | Voormalige GVBG-bussen. Zijn in augustus 1999 vernummerd van 9-14 naar 509-514. |                                                                                             |
| 515-519                                                                                 | 1987              | Hainje                    | CSA II                      | Export                            | Groningen                                                                                 | Voormalige GVBG-bussen. Zijn in augustus 1999 vernummerd van 15-19 naar 515-519. |                                                                                             |
| 520                                                                                     | 1987              | Hainje                    | CSA (III)                   | Export                            | Groningen                                                                                 | Voormalige GVBG-bussen. In tegenstelling tot soortgenoten is deze bus op een DAF SB220 chassis gebouwd. Is in augustus 1999 vernummerd van 20 naar 520. | Oorspronkelijke uitvoering. Deze bus werd later Arriva bus 520.                             |
| 521-540                                                                                 | 2002              | Mercedes-Benz             | Citaro                      | Export                            | DAV                                                                                       | 536 en 537 reden in de concessie DAV. Alle bussen zijn inmiddels geëxporteerd naar Arriva dochters in Duitsland en Portugal. |                                                                                             |
| 534-537                                                                                 | 2014              | Mercedes-Benz             | Integro                     | In dienst                         | Limburg                                                                                   | Deze bussen zijn geen eigendom van Arriva, maar van BusiNext. De nummers bij BusiNext zijn 796-799. |                                                                                             |
| 538                                                                                     | 2014              | Mercedes-Benz             | Integro L                   | In dienst                         | Limburg                                                                                   | Deze bus is geen eigendom van Arriva, maar van BusiNext. Het wagennummer bij BusiNext is 809. Ex Qbuzz 3650. |                                                                                             |
| 540-543                                                                                 | 2017              | VDL                       | Citea LLE-120               | In dienst                         | Limburg                                                                                   | Deze bussen zijn geen eigendom van Arriva, maar van BusiNext. Het nummer bij BusiNext zijn 792-795. Ex BVG Berlin |                                                                                             |
| 541                                                                                     | 2015              | Iveco Bus / Rošero        | First ZE Electric           | Buiten dienst                     | Vlieland                                                                                  | Deze bus is geen eigendom van Arriva, maar van BusiNext. Het nummer bij BusiNext is 545. Op de bus staat het nummer 541 |                                                                                             |
| 551-557                                                                                 | 2004              | Mercedes-Benz             | Citaro                      | Buiten dienst                     | Groningen, Achterhoek, Wadden                                                             | Oorspronkelijk in dienst in Groningen. De 551 reed in Brabant, de 552 in de Achterhoek en de 553 in Friesland. De 553-557 reden tot december 2016 op Terschelling. De 551 reed tijdelijk bij Arriva Touring en daarna nog een tijdje op Ameland. De 552 heeft ook op Ameland gereden. 551 reed als fietsbus over de Afsluitdijk. De 555 is naar TGVia gegaan. 556 is bewaard bij de OV Collectie Nederland. |                                                                                             |
| 561                                                                                     | 2006              | MAN                       | Lion's City CNG A21         | Buiten dienst                     |                                                                                           | Demonstratiebus van MAN. Reed later ook bij Connexxion onder nummer 3150. |                                                                                             |
| 562                                                                                     | 2007              | VDL                       | Citea CLF-120               | Export                            | Groningen                                                                                 | Demonstratiebus die vooral werd ingezet op de stadsdienst Groningen. Later als GVB 009 en reed in 2012 op de stadsdienst Zwolle bij Syntus Overijssel. |                                                                                             |
| 571                                                                                     | 2007              | VDL                       | Berkhof Ambassador          | In dienst                         | West-Brabant                                                                              | Deze bussen zijn geen eigendom van Arriva, maar van BusiNext |                                                                                             |
| 575                                                                                     | 2007              | VDL                       | Berkhof Ambassador          | In dienst                         | West-Brabant                                                                              | Deze bussen zijn geen eigendom van Arriva, maar van BusiNext |                                                                                             |
| 576                                                                                     | 2007              | VDL                       | Berkhof Ambassador          | In dienst                         | West-Brabant                                                                              | Deze bussen zijn geen eigendom van Arriva, maar van BusiNext |                                                                                             |
| 578                                                                                     | 2007              | VDL                       | Berkhof Ambassador          | In dienst                         | West-Brabant                                                                              | Deze bussen zijn geen eigendom van Arriva, maar van BusiNext |                                                                                             |
| 579                                                                                     | 2007              | VDL                       | Berkhof Ambassador          | In dienst                         | West-Brabant                                                                              | Deze bussen zijn geen eigendom van Arriva, maar van BusiNext |                                                                                             |
| 0581-0584                                                                               | 2012              | Mercedes-Benz             | Citaro LE                   | In dienst                         | Limburg                                                                                   | Deze bussen zijn geen eigendom van Arriva, maar van BusiNext. De nummers bij BusiNext zijn 512-515. |                                                                                             |
| 590-597                                                                                 | 1984              | Hainje                    | CSA II                      | Export                            | Groningen                                                                                 | Voormalige GVBG-bussen. Zijn in augustus 1999 vernummerd van 90-97 naar 590-597. |                                                                                             |
| 595-604                                                                                 | 2011              | Mercedes-Benz             | Integro                     | In dienst                         | West-Brabant                                                                              | Deze bussen zijn geen eigendom van Arriva, maar van BusiNext. De nummers bij BusiNext zijn 763-772. |                                                                                             |
| 602                                                                                     | 1991              | Den Oudsten               | B88                         | Buiten dienst                     |                                                                                           | Deze bus was gehuurd van BBA |                                                                                             |
| 605-606                                                                                 | 2018              | Mercedes-Benz             | Sprinter City               | In dienst                         | Rivierenland                                                                              | Deze bussen zijn geen eigendom van Arriva, maar van Juijn. |                                                                                             |
| 607                                                                                     | 2016              | Mercedes-Benz             | Sprinter City               | In dienst                         | Rivierenland                                                                              | Deze bus is geen eigendom van Arriva, maar van Juijn. |                                                                                             |
| 721-730                                                                                 | 2001              | Mercedes-Benz             | Citaro                      | Export                            | DAV                                                                                       | Serie afkomstig van SBM. Werden ingezet in Dordrecht voor de concessie DAV. De 729 is in februari 2012 gesloopt, nadat deze bus in de ochtend van 4 september 2009 brand heeft gehad in de motor, toen hij onderweg was van de stalling naar het beginpunt in Dordrecht, waardoor de achterkant van de bus geheel uitbrandde. De overige bussen zijn in april/mei 2012 vervangen door nieuwe hybride bussen. Tussen juni en augustus 2012 geëxporteerd naar Arriva dochter TST in Portugal. |                                                                                             |
| 0725                                                                                    | 2018              | Setra                     | S 415 LE Business           | Overgegaan naar Juijn             | West-Brabant                                                                              | Demobus |                                                                                             |
| 0726                                                                                    | 2018              | VDL                       | Citea LLE-99 Electric       | Buiten dienst                     | Stadsdienst Leeuwarden                                                                    | |                                                                                             |
| 0727                                                                                    | 2019              | Mercedes-Benz             | eCitaro                     | Buiten dienst                     | Limburg                                                                                   | Demobus |                                                                                             |
| 729                                                                                     | 2018              | VDL                       | Citea SLF-120 Electric      | Buiten dienst                     | 's-Hertogenbosch                                                                          | Demobus |                                                                                             |
| 0741-0745                                                                               | 2009/2010         | Mercedes-Benz             | Citaro LE                   | Buiten dienst                     | West-Brabant                                                                              | Voormalig Syntus Utrecht 1130, 1131, 1139, 1145, 1151 (in die volgorde). Daarvoor Qbuzz 3298, 3299, 3179, 3191 en 3176 (in die volgorde). |                                                                                             |
| 751-784                                                                                 | 2007              | Mercedes-Benz             | Citaro                      | Buiten dienst                     | Stadsdienst Tilburg                                                                       | Oorspronkelijke inzet op de stadsdienst van 's-Hertogenbosch voor de concessie Meierij. Worden per december 2014 ingezet op de stadsdienst van Tilburg. Bus 764 & 783 zijn niet meer in dienst i.v.m. brandschade. Deze bussen zijn als verloren beschouwd. |                                                                                             |
| 761-762                                                                                 | 2014              | VDL                       | MidCity                     | In dienst                         | Limburg                                                                                   | Deze bussen zijn geen eigendom van Arriva, maar van BusiNext. |                                                                                             |
| 901-910                                                                                 | 1995              | Berkhof                   | ST2000NL                    | Verkocht                          | Zuid-Limburg                                                                              | Voormalige Vancom-bussen. Werden oorspronkelijk gebruikt in Zuid-Limburg voor de regio Heuvelland. Zijn na verkoop van die concessie overgegaan naar Limex. |                                                                                             |
| 0901-0915                                                                               | 2017              | VDL                       | Citea LLE-120               | In dienst                         | Oost-Brabant                                                                              | Ex BVG (Berlijn) |                                                                                             |
| 0916-0941                                                                               | 2013              | VDL                       | Citea LLE-120               | Deels in dienst                   | Oost-Brabant, Fryslân, treinvervangend vervoer Friesland/Groningen                        | Ex Syntus Twente. De 0916-0924, 0933 en 0937-0941 rijden in Oost-Brabant. De 0925-0929 rijden op het treinvervangend vervoer in Friesland en Groningen. De 0935 en 0936 rijden in Friesland. In 2024 reden de 0925-0936 in Zuid-Holland Noord voor inzet op lijnen van/naar de Keukenhof. |                                                                                             |
| 1001                                                                                    | 2008              | MAN                       | Lion's City TÜ A78          | Export                            | GGD                                                                                       | Demobus. Rijdt tegenwoordig bij Quick Parking in België. |                                                                                             |
| 1002                                                                                    | 2007              | Optare                    | Tempo                       | Export                            | GGD                                                                                       | Demobus die werd ingezet bij Arriva Touring te Groningen. Rijdt tegenwoordig in Duitsland. |                                                                                             |
| 1080-1086                                                                               | 1995              | Berkhof                   | 2000NL                      | Export                            | GGD                                                                                       | Dit materieel kwam oorspronkelijk in dienst van de VEONN. Daarna NoordNed dat later Arriva werd. |                                                                                             |
| 1087-1096                                                                               | 1996              | Berkhof                   | 2000NL                      | Export                            | GGD                                                                                       | Dit materieel kwam oorspronkelijk in dienst van de VEONN. Daarna NoordNed dat later Arriva werd. |                                                                                             |
| 1101-1108                                                                               | 2020              | MAN                       | Lion's City 12H             | In dienst                         | Schiphol Landside                                                                         | Deze bussen rijden bij Arriva Touring. |                                                                                             |
| 1111-1117                                                                               | 2024              | Solaris                   | Urbino 18 Electric          | In dienst                         | Schiphol Landside                                                                         | Deze bussen rijden bij Arriva Touring. |                                                                                             |
| 1118-1126                                                                               | 1995              | Mercedes-Benz             | O408                        | Export                            | GGD, Friesland                                                                            | Dit materieel kwam in oorspronkelijk in dienst bij de GADO. |                                                                                             |
| 1118-1125                                                                               | 2017              | VDL                       | Citea LLE-120               | In dienst                         | Limburg                                                                                   | Deze bussen zijn geen eigendom van Arriva, maar van BusiNext. De nummers bij BusiNext zijn 832-839. Ex-EBS 4126, 4116, 4110, 4129, 4125, 4113, 4123 en 4108. Exex-BVG 2456, 2478, 2483, 2468, 2440, 2455, 2444 en 2459. |                                                                                             |
| 1138-1147                                                                               | 1995              | Den Oudsten               | Alliance B89                | Export Opgelegd                   |                                                                                           | Voorheen in dienst bij VEONN en NoordNed. De 1141 en 1142 hebben tot respectievelijk 2011 en 2012 gereden bij Arriva Touring. 1141 is inmiddels ook geëxporteerd. 1142 reed nog tot het eerste kwartaal van 2013 bij een ander bedrijf. Inmiddels is deze bus opgelegd |                                                                                             |
| 1140-1145                                                                               | 2017              | VDL                       | Citea LLE-120               | In dienst                         | Limburg                                                                                   | Deze bussen zijn geen eigendom van Arriva, maar van Kupers. De nummers bij Kupers zijn 433-438. Ex-EBS 4120, 4115, 4112, 4127, 4122 en 4128. Exex-BVG 2470, 2441, 2482, 2487, 2439 en 2466. |                                                                                             |
| 1146-1152                                                                               | 2018              | Mercedes-Benz             | Sprinter                    | In dienst                         | Limburg                                                                                   | Deze bussen zijn geen eigendom van Arriva, maar van Kupers. De nummers bij Kupers zijn 137, 138, 140-144. |                                                                                             |
| 1152-1162                                                                               | 1995              | Den Oudsten               | Alliance B91                | Export                            |                                                                                           | Ex-GADO. De 1153 en 1155 hebben na het lijndienstavontuur nog een aantal jaar bij Arriva Touring gereden. |                                                                                             |
| 1196-1199                                                                               | 2023              | Mercedes-Benz             | Sprinter                    | In dienst                         | Oost-Brabant                                                                              | Deze bussen zijn geen eigendom van Arriva, maar van taxibedrijf Van Driel. De nummers bij Van Driel zijn 1834-1837. |                                                                                             |
| 1254-1257                                                                               | 1995              | Den Oudsten               | Alliance B96                | Export                            |                                                                                           | Ex-VEONN lagevloerbussen die voornamelijk werden ingezet op de stadsdiensten in Assen, Hoogeveen en Emmen. |                                                                                             |
| 1258-1267                                                                               | 1996              | Mercedes-Benz             | O408                        | Export                            |                                                                                           | Ex-GADO |                                                                                             |
| 1268-1276                                                                               | 1996              | Den Oudsten               | Alliance B95                | Export                            |                                                                                           | Ex-GADO. De 1271 en 1276 hebben nog een tijdje in Nederland gereden bij Arriva Touring. |                                                                                             |
| 1279-1288                                                                               | 1997              | Berkhof                   | 2000NL                      | Export                            |                                                                                           | Ex-VEONN, ex-NoordNed. De 1279, 1285 en 1288 hebben nog een tijdje in Nederland gereden bij Arriva Touring. 1286 reed na Arriva bij HA-SA Vervoer en werd ingezet voor vervoer van werknemers van/naar de elektriciteitscentrales in de Eemshaven. De 1286 staat nu te koop in Nederland. |                                                                                             |
| 1301-1310                                                                               | 2021              | Solaris                   | Urbino 12 hydrogen          | Deels in dienst                   | Achterhoek                                                                                | De 1301 is enkele dagen na aflevering op 28 oktober 2021 uitgebrand. |                                                                                             |
| 1334                                                                                    | 2018              | MAN                       | Lion's Coach                | In dienst                         | Oost-Brabant                                                                              | Deze bussen zijn geen eigendom van Arriva, maar van taxibedrijf Van Driel. De nummers bij Van Driel zijn 337 en 354. |                                                                                             |
| 1335                                                                                    | 2021              | MAN                       | Lion's Coach                | In dienst                         | Oost-Brabant                                                                              | Deze bussen zijn geen eigendom van Arriva, maar van taxibedrijf Van Driel. De nummers bij Van Driel zijn 337 en 354. |                                                                                             |
| 1336-1337                                                                               | 2024              | Mercedes-Benz             | Tourismo                    | In dienst                         | Oost-Brabant                                                                              | Deze bussen zijn geen eigendom van Arriva, maar van taxibedrijf Van Driel. De nummers bij Van Driel zijn 334 en 335. |                                                                                             |
| 1409-1413                                                                               | 2019              | Mercedes-Benz             | Sprinter                    | In dienst                         | Limburg                                                                                   | Deze bussen zijn geen eigendom van Arriva, maar van BusiNext. |                                                                                             |
| 1533                                                                                    | 2023              | Volkswagen                | Crafter                     | In dienst                         | Vlinder Leeuwarden                                                                        | Deze bus is geen eigendom van Arriva, maar van Kijlstra. |                                                                                             |
| 1556-1563                                                                               | 1983              | Hainje                    | Standaardstreekbus          | Export                            |                                                                                           | Ex-GADO |                                                                                             |
| 1807                                                                                    | 2015              | Mercedes-Benz             | Sprinter City               | In dienst                         | Limburg                                                                                   | Deze bus is geen eigendom van Arriva, maar van taxibedrijf Taxi van Driel. Het nummer bij Van Driel is 305. |                                                                                             |
| 1987-1998                                                                               | 1987              | Hainje                    | CSA II                      | Export                            |                                                                                           | Kwamen oorspronkelijk in dienst bij de ZO, daarna FRAM, VEONN en Arriva deels NoordNed. |                                                                                             |
| 2194-2202                                                                               | 1997              | Den Oudsten               | Alliance B95                | Export                            | DAV                                                                                       | Deze bussen kwamen oorspronkelijk in dienst van de GADO en gingen daarna over naar NoordNed. De 2196, 2199 en 2202 hebben nog tot 2010 bij Arriva Touring gereden. 2196 is gesloopt. |                                                                                             |
| 2203                                                                                    | 1996              | Den Oudsten               | Alliance B95                | Export                            |                                                                                           | Dit was een demobus die dienst heeft gedaan bij GADO en NoordNed. Deze bus heeft nog enige tijd gereden bij Arriva Touring. |                                                                                             |
| 2217-2221                                                                               | 1997              | Den Oudsten               | Alliance B95                | Export                            |                                                                                           | Deze bussen kwamen oorspronkelijk in dienst bij de VEONN. |                                                                                             |
| 2557                                                                                    | 2000              | Den Oudsten               | Alliance B95                | Export                            | GGD                                                                                       | Ex-Connexxion |                                                                                             |
| 2559                                                                                    | 2000              | Den Oudsten               | Alliance B95                | Export                            | GGD                                                                                       | Ex-Connexxion |                                                                                             |
| 2561                                                                                    | 2000              | Den Oudsten               | Alliance B95                | Export                            | GGD                                                                                       | Ex-Connexxion |                                                                                             |
| 2564                                                                                    | 2000              | Den Oudsten               | Alliance B95                | Export                            | GGD                                                                                       | Ex-Connexxion |                                                                                             |
| 2566-2569                                                                               | 2000              | Den Oudsten               | Alliance B95                | Export                            | GGD                                                                                       | Ex-Connexxion |                                                                                             |
| 3001-3006                                                                               | 2013              | BYD                       | K9A                         | Overgegaan naar Qbuzz             | Schiermonnikoog                                                                           | Naar Qbuzz als 1151-1156 |                                                                                             |
| 3011-3017                                                                               | 2016              | VDL                       | Citea SLF-120 Electric      | Deels in dienst                   | Limburg                                                                                   | Deze bussen hebben voorheen gereden op Terschelling en Vlieland. De 3016 en 3017 zijn in de zomer van 2025 naar Limburg gegaan. |                                                                                             |
| 3018-3020                                                                               | 2016              | VDL                       | Citea SLF-120 Electric      | Deels in dienst                   | Limburg                                                                                   | Deze bussen hebben voorheen gereden op Ameland en Stadsdienst Leeuwarden. De 3018 en 3020 zijn in de zomer van 2025 naar Limburg gegaan. |                                                                                             |
| 3031-3034                                                                               | 2017              | VDL                       | Citea SLFA-180 Electric     | In dienst                         | Limburg                                                                                   | Deze bussen hebben voorheen gereden op Ameland en Terschelling. De gehele serie is in de zomer van 2025 naar Limburg gegaan. |                                                                                             |
| 3041, 3042                                                                              | 2021              | VDL                       | Citea SLFA-181 Electric BRT | In dienst                         | Limburg                                                                                   | Deze bussen hebben voorheen gereden op Ameland en Terschelling. Beide bussen zijn in de zomer van 2025 naar Limburg gegaan. |                                                                                             |
| 3043-3046                                                                               | 2025              | VDL                       | Citea LF-181                | In dienst                         | Stadsdienst Tilburg                                                                       | |                                                                                             |
| 3051-3070                                                                               | 2025              | VDL                       | Citea LE-135                | Deels in dienst                   | Oost-Brabant (Bravodirect)                                                                | |                                                                                             |
| 3101                                                                                    | 2013              | King Long                 | XMQ6120BGD                  | Buiten dienst                     | Achterhoek-Rivierenland                                                                   | |                                                                                             |
| 3154                                                                                    | 2003              | VDL Berkhof               | Ambassador 200              | Verkocht                          | Achterhoek, DAV                                                                           | Demobus van VDL die eerder ook als demobus heeft gereden bij Connexxion. Deze bus is verkocht aan VTS Tours (Nunspeet) om ritten te rijden op de Veluwe in opdracht van Syntus. |                                                                                             |
| 3158                                                                                    | 2005              | VDL Berkhof               | Ambassador 200              | Export                            | Achterhoek                                                                                | Demobus van VDL die eerder ook als demobus heeft gereden bij Connexxion |                                                                                             |
| 3159                                                                                    | 2006              | VDL Berkhof               | Ambassador 200              | Verkocht                          | Achterhoek, DAV                                                                           | Demobus van VDL die eerder ook als demobus heeft gereden bij Connexxion. Deze bus is verkocht aan VTS Tours (Nunspeet) om ritten te rijden op de Veluwe in opdracht van Syntus. |                                                                                             |
| 3501-3518                                                                               | 1985              | Den Oudsten/DAF MB200     | Standaardstreekbus          | Export                            |                                                                                           | Kwamen oorspronkelijk in dienst bij de FRAM, daarna VEONN. |                                                                                             |
| 3538-3544                                                                               | 1985              | Den Oudsten/DAF MB200     | Standaardstreekbus          | Export                            |                                                                                           | Kwamen oorspronkelijk in dienst bij de GADO, daarna VEONN. |                                                                                             |
| 3577-3579                                                                               | 1985              | Den Oudsten/DAF MB200     | Standaardstreekbus          | Export                            |                                                                                           | Kwamen oorspronkelijk in dienst bij de GADO, daarna VEONN. |                                                                                             |
| 3581                                                                                    | 1985              | Den Oudsten/DAF MB200     | Standaardstreekbus          | Export                            |                                                                                           | Kwamen oorspronkelijk in dienst bij de GADO, daarna VEONN. |                                                                                             |
| 3582-3585                                                                               | 1987              | Den Oudsten/DAF MB200     | Standaardstreekbus          | Export                            |                                                                                           | Kwamen oorspronkelijk in dienst bij de NWH, daarna DVM-NWH, daarna FRAM en daarna VEONN. |                                                                                             |
| 3596-3610                                                                               | 1986              | Den Oudsten/DAF MB200     | Standaardstreekbus          | Export                            |                                                                                           | Kwamen oorspronkelijk in dienst bij de FRAM, daarna VEONN. |                                                                                             |
| 3618-3632                                                                               | 1986              | Den Oudsten/DAF MB200     | Standaardstreekbus          | Export                            |                                                                                           | Kwamen oorspronkelijk in dienst bij de GADO. |                                                                                             |
| 3657-3667                                                                               | 1986              | Den Oudsten/DAF MB200     | Standaardstreekbus          | Export                            |                                                                                           | Kwamen oorspronkelijk in dienst bij de FRAM, daarna VEONN. |                                                                                             |
| 3754-3757                                                                               | 1987              | Den Oudsten/DAF MB200     | Standaardstreekbus          | Export                            |                                                                                           | Kwamen oorspronkelijk in dienst bij de NWH, daarna DVM-NWH, daarna FRAM en daarna VEONN. |                                                                                             |
| 3815-3833                                                                               | 1987              | Den Oudsten/DAF MB200     | Standaardstreekbus          | Export                            |                                                                                           | Ex-FRAM, ex-VEONN. 3821 was tot 2012 eigendom van Coulant Touring uit Oldeberkoop. De bus is in 2012 gerestaureerd en heeft tegenwoordig de status van museumbus in eigendom van de OVCN |                                                                                             |
| 3884-3894                                                                               | 1987              | Den Oudsten/DAF MB200     | Standaardstreekbus          | Export                            |                                                                                           | Ex-FRAM, ex-VEONN. De 3887 en 3892 hebben tot 2004 bij Arriva Touring gereden. |                                                                                             |
| 3935-3936                                                                               | 1987              | Den Oudsten/DAF MB200     | Standaardstreekbus          | Export                            |                                                                                           | Ex-FRAM, ex-VEONN |                                                                                             |
| 3948-3949                                                                               | 1986              | Zabo/DAF MB200            | Standaardstreekbus          | Export                            |                                                                                           | Voormalige VEONN-bussen, daarvoor DVM / NWH en daarvoor NWH 29-30 |                                                                                             |
| 3998-3999                                                                               | 1986              | Zabo/DAF MB200            | Standaardstreekbus          | Export                            |                                                                                           | Voormalige VEONN-bussen, daarvoor DVM / NWH en daarvoor NWH 31-32 |                                                                                             |
| 4014-4025                                                                               | 1988              | Den Oudsten               | B88                         | Export                            |                                                                                           | Kwamen oorspronkelijk in dienst bij de FRAM, daarna VEONN. In 1999 kwamen een aantal bussen in dienst bij NoordNed. |                                                                                             |
| 4039-4047                                                                               | 1988              | Den Oudsten               | B88                         | Export                            |                                                                                           | Kwamen oorspronkelijk in dienst bij de DVM, daarna VEONN. In 1999 kwamen een aantal bussen in dienst bij NoordNed. |                                                                                             |
| 4048-4049                                                                               | 1990              | Den Oudsten               | B88                         | Export                            |                                                                                           | Kwamen oorspronkelijk in dienst bij de NWH, daarna DVM / NWH, daarna VEONN. |                                                                                             |
| 4065-4076                                                                               | 1988              | Den Oudsten               | B88                         | Export                            |                                                                                           | Kwamen oorspronkelijk in dienst bij de FRAM, daarna VEONN. In 1999 kwamen een aantal bussen in dienst bij NoordNed. |                                                                                             |
| 4116-4123                                                                               | 1989              | Den Oudsten               | B88                         | Export                            |                                                                                           | Kwamen oorspronkelijk in dienst bij de FRAM, daarna VEONN. In 1999 kwamen een aantal bussen in dienst bij NoordNed. |                                                                                             |
| 4225-4231                                                                               | 1990              | Den Oudsten               | B88                         | Export                            |                                                                                           | Kwamen oorspronkelijk in dienst bij de GADO. |                                                                                             |
| 4142-4144                                                                               | 1989              | Den Oudsten               | B88                         | Export                            |                                                                                           | Kwamen oorspronkelijk in dienst bij de FRAM, daarna VEONN. In 1999 kwamen een aantal bussen in dienst bij NoordNed. |                                                                                             |
| 4146-4155                                                                               | 1989              | Den Oudsten               | B88                         | Export                            |                                                                                           | Kwamen oorspronkelijk in dienst bij de FRAM, daarna VEONN. In 1999 kwamen een aantal bussen in dienst bij NoordNed. |                                                                                             |
| 4233-4234                                                                               | 1990              | Den Oudsten               | B88                         | Export                            |                                                                                           | Kwamen oorspronkelijk in dienst bij de FRAM, daarna VEONN. |                                                                                             |
| 4239-4251                                                                               | 1990              | Den Oudsten               | B88                         | Export                            |                                                                                           | Kwamen oorspronkelijk in dienst bij de DVM, daarna VEONN. |                                                                                             |
| 4252-4267                                                                               | 1990              | Den Oudsten               | B88                         | Export                            |                                                                                           | Kwamen oorspronkelijk in dienst bij de GADO. |                                                                                             |
| 4299                                                                                    | 1992              | Mercedes-Benz             | O408                        | Export                            | GGD                                                                                       | Kwam oorspronkelijk in dienst bij de FRAM, daarna VEONN. In 1999 kwam deze bus in dienst bij NoordNed. |                                                                                             |
| 4300-4311                                                                               | 1990              | Den Oudsten               | B88                         | Export                            |                                                                                           | Kwamen oorspronkelijk in dienst bij de FRAM, daarna VEONN. In 1999 kwamen een aantal bussen in dienst bij NoordNed. |                                                                                             |
| 4327-4328                                                                               | 1990              | Den Oudsten               | B88                         | Export                            |                                                                                           | Kwamen oorspronkelijk in dienst bij de FRAM, daarna VEONN. In 1999 kwamen een aantal bussen in dienst bij NoordNed. |                                                                                             |
| 4437-4489                                                                               | 1991              | Mercedes-Benz             | O408                        | Export                            |                                                                                           | Kwamen oorspronkelijk in dienst bij de FRAM, daarna VEONN. In 1999 werden een aantal bussen groen overgespoten en deden dienst bij NoordNed. Een aantal bussen kregen de (oude) Qliner huisstijl. Nadat NoordNed werd ingelijfd bij Arriva kregen de bussen de Arriva huisstijl. De bussen werden rond 2003/2004 buiten dienst gesteld en alleen nog als plukbus gebruikt. Een aantal bussen van deze serie werd in 2003 tijdelijk ingezet in het DAV-gebied in afwachting van nieuwe bussen. De bussen werden tussen 2004 en 2008 geëxporteerd naar Arriva in Portugal en Polen. |                                                                                             |
| 4577-4602                                                                               | 1991              | Den Oudsten               | B88                         | Export                            |                                                                                           | Kwamen oorspronkelijk in dienst bij de FRAM, daarna VEONN. De 4597 is vervolgens naar Vreugde Tours gegaan. |                                                                                             |
| 4603-4614                                                                               | 1992              | Den Oudsten               | Alliance                    | Export                            |                                                                                           | Kwamen oorspronkelijk in dienst bij de DVM, daarna VEONN. In 1999 kwamen een aantal bussen in dienst bij NoordNed. De 4605 rijdt nog in Nederland bij Arriva Touring. |                                                                                             |
| 4615-4629                                                                               | 1992              | Den Oudsten               | Alliance                    | Export                            |                                                                                           | Kwamen oorspronkelijk in dienst bij de FRAM, daarna Veonn. In 1994 verbouwd tot Interliner |                                                                                             |
| 4630-4632                                                                               | 1992              | Den Oudsten               | Alliance                    | Export                            |                                                                                           | Kwamen oorspronkelijk in dienst bij de FRAM, daarna Veonn. |                                                                                             |
| 4677-4684                                                                               | 1992              | Mercedes-Benz             | O408                        | Export                            |                                                                                           | Kwamen oorspronkelijk in dienst bij de FRAM, daarna VEONN. De 4679 en 4682 reden tot 2009 nog in Nederland bij Arriva Touring. 4678 is eigendom van het AOC Terra Oldekerk (bus heeft op 12-10-2012 een aanrijding gehad en is hierdoor (tijdelijk) buiten dienst gesteld) |                                                                                             |
| 4700-4701                                                                               | 1992              | Den Oudsten               | Alliance                    | Export                            |                                                                                           | Kwamen oorspronkelijk in dienst bij de FRAM, daarna VEONN. In 1999 kwam 4701 in dienst bij NoordNed. |                                                                                             |
| 4701-4740                                                                               | 2025              | VDL                       | Citea LF-122                | Deels in dienst                   | Stadsdienst Tilburg                                                                       | |                                                                                             |
| 4735-4736                                                                               | 1992              | Mercedes-Benz             | O408                        | Export                            |                                                                                           | Kwamen oorspronkelijk in dienst bij de FRAM, daarna VEONN. In 1999 kwamen de bussen in dienst bij NoordNed. |                                                                                             |
| 4738-4752                                                                               | 1993              | Berkhof                   | 2000NL                      | Export                            | Friesland                                                                                 | Kwamen oorspronkelijk in dienst bij de FRAM, daarna VEONN. In 1999 kwamen een aantal bussen in dienst bij NoordNed. De 4751 rijdt nog in Nederland bij Arriva Touring. De 4750 rijdt bij Betuwe Express |                                                                                             |
| 4753-4757                                                                               | 1993              | Mercedes-Benz             | O408                        | Export                            |                                                                                           | Kwamen oorspronkelijk in dienst bij de FRAM, daarna VEONN. In 1999 kwamen een aantal bussen in dienst bij NoordNed. |                                                                                             |
| 4771-4777                                                                               | 1993              | Mercedes-Benz             | O408                        | Export                            |                                                                                           | Kwamen oorspronkelijk in dienst bij GADO. In 1999 kwamen een aantal bussen in dienst bij NoordNed. De 4771, 4773, 4774, 4776 en 4777 hebben later ook nog bij Arriva Touring gereden. |                                                                                             |
| 4801-4823                                                                               | 2019              | Volvo                     | 7900 Electric               | Overgegaan naar Qbuzz             | Zuid-Holland Noord                                                                        | Naar Qbuzz als 8100-8122 |                                                                                             |
| 4833-4838                                                                               | 1992              | Den Oudsten               | B89                         | Export                            |                                                                                           | Kwamen oorspronkelijk in dienst bij de Hartman Berlijn, daarna DVM / NWH en daarna VEONN. |                                                                                             |
| 4839-4848                                                                               | 1992              | Den Oudsten               | B89                         | Export                            |                                                                                           | Kwamen oorspronkelijk in dienst bij de DVM / NWH, daarna VEONN. |                                                                                             |
| 4832-4851                                                                               | 2010              | Van Hool                  | newA300 Hyb                 | Buiten dienst                     | Stadsdienst Leiden                                                                        | Tot 9 december 2012 eigendom van Connexxion. |                                                                                             |
| 4852-4858                                                                               | 2019              | Volvo                     | 7900 Electric               | In dienst                         | Stadsdienst 's-Hertogenbosch                                                              | |                                                                                             |
| 4883-4886                                                                               | 2009              | Van Hool                  | newA300 Hyb                 | Buiten dienst                     | Oost-Brabant                                                                              | Tot 9 december 2012 eigendom van Connexxion. Reden tot juni 2019 op de Leidse stadsdienst. |                                                                                             |
| 4891-4994                                                                               | 2023              | Volvo                     | 7900 Electric               | In dienst                         | Twente                                                                                    | |                                                                                             |
| 5001-5007                                                                               | 2011              | Mercedes-Benz             | Tourismo                    | Deels in dienst                   | Achterhoek-Rivierenland                                                                   | Deze bussen zijn geen eigendom van Arriva, maar van Juijn. Hebben bij Juijn de nummers 46, 49, 50, 91-93, 99. |                                                                                             |
| 5021-5024                                                                               | 2002              | Setra                     | S 315 UL                    | Buiten dienst                     | Achterhoek-Rivierenland                                                                   | Deze bussen waren geen eigendom van Arriva, maar van Juijn. De wagenparknummers bij Juijn waren 24-27. |                                                                                             |
| 5027                                                                                    | 2010              | Setra                     | S 417 GT-HD                 | Buiten dienst                     | Achterhoek-Rivierenland                                                                   | Deze bus is eigendom van Juijn. Het nummer bij Juijn is 66. |                                                                                             |
| 5027                                                                                    | 200               | Mercedes-Benz             | Tourismo                    | In dienst                         | Achterhoek-Rivierenland                                                                   | Deze bus is eigendom van Juijn. Het nummer bij Juijn is 127. |                                                                                             |
| 5031-5037                                                                               | 2010              | Setra                     | S 415 NF                    | Buiten dienst                     | Achterhoek-Rivierenland                                                                   | Deze bussen waren geen eigendom van Arriva, maar van Juijn. De bussen reden wel in de kleurstelling van Arriva. De nummers bij Juijn waren 74-80. |                                                                                             |
| 5041-5047                                                                               | 2018              | Setra                     | S 415 LE Business           | In dienst                         | Achterhoek-Rivierenland                                                                   | Deze bussen zijn geen eigendom van Arriva, maar van Juijn. De bussen rijden wel in de nieuwe kleurstelling en opschriften van Arriva. Hebben ook de oproepnummers 351-357 en Juijnnummers 5222-5228. |                                                                                             |
| 5051-5055                                                                               | 2010              | FIAT                      | Ducato                      | Buiten dienst                     | Achterhoek-Rivierenland                                                                   | Deze bussen waren geen eigendom van Arriva. 5051-5054 zijn eigendom van Juijn Rossum, en 5055 is eigendom van Krol Reizen. De 5052, 5053 en 5055 reden in de kleurstelling en opschriften van Arriva en de 5051 en 5054 reden in de huisstijl van Juijn Rossum. |                                                                                             |
| 5061                                                                                    | 2005              | Iveco                     | 50C                         | Buiten dienst                     | Achterhoek-Rivierenland                                                                   | Deze bus was geen eigendom van Arriva, maar van Juijn. Het nummer bij Juijn was 51. |                                                                                             |
| 5071                                                                                    | 2003              | Mercedes-Benz             | Integro                     | Buiten dienst                     | Achterhoek-Rivierenland                                                                   | Deze bus was geen eigendom van Arriva, maar van Juijn. Het wagenparknummer van Juijn was 105. |                                                                                             |
| 5091, 5092                                                                              | 2010              | Mercedes-Benz             | Citaro G                    | In dienst                         | Achterhoek-Rivierenland                                                                   | Deze bussen zijn geen eigendom van Arriva, maar van Juijn Rossum. De bussen rijden wel in de kleurstelling van Arriva. De wagenparknummers van Juijn zijn 81 en 82. |                                                                                             |
| 5093                                                                                    | 2017              | VDL                       | Citea LLE-120               | In dienst                         | Limburg                                                                                   | Deze bus is geen eigendom van Arriva, maar van Kupers. Het wagenparknummer van Kupers is 432. |                                                                                             |
| 5101-5105                                                                               | 2010 (5105: 2011) | Mercedes-Benz             | Sprinter City               | Buiten dienst                     | Achterhoek-Rivierenland                                                                   | Deze bussen waren geen eigendom van Arriva. 5102 was eigendom van Krol Reizen en 5101, 5103-5105 waren eigendom van Juijn Rossum. De bussen reden wel in de kleurstelling en opschriften van Arriva. |                                                                                             |
| 5358                                                                                    | 2018              | Setra                     | S 415 LE Business           | In dienst                         | Achterhoek-Rivierenland                                                                   | Deze bus is eigendom van Juijn en heeft daar het nummer 358, ex 0725. Betrokken bij een dodelijk ongeluk te Neerijnen op 18 mei 2020. |                                                                                             |
| 5401-5427                                                                               | 2011              | Volvo                     | 7700 Hybride                | Buiten dienst                     | Stadsdienst Dordrecht                                                                     | Zijn deels overgenomen door Qbuzz |                                                                                             |
| 5501-5506                                                                               | 2004              | Volvo                     | 8700                        | Opgelegd                          | HOV Groningen-Lelystad                                                                    | Deze Volvo-bussen stonden te koop bij bushandelaar Womy in Moerdijk en waren buiten dienst gesteld door Connexxion. Arriva nam een aantal bussen over en gebruikte deze tussen juli 2011 en december 2011 voor de concessie HOV Groningen – Lelystad op Qliners 315, 325 en 335. Per januari 2012 zijn de bussen 5501-5505 teruggegaan naar Womy. Arriva heeft de bussen vervangen door Mercedes-Benz Integro bussen. 5506 werd bij Arriva Touring gebruikt voor vervoer van werknemers van de elektriciteitscentrales in de Eemshaven. |                                                                                             |
| 5531-5538                                                                               | 1993              | Den Oudsten               | B91                         | Export                            |                                                                                           | Kwamen oorspronkelijk in dienst bij de DVM / NWH, daarna VEONN. |                                                                                             |
| 5567-5586                                                                               | 1994              | Den Oudsten               | B91                         | Export                            | GGD                                                                                       | 5567-5576 kwamen oorspronkelijk in dienst bij de DVM / NWH, daarna VEONN. 5577-5586 kwamen oorspronkelijk in dienst bij de GADO. 5586 rijdt nog in Nederland als museumbus bij het busmuseum van IJsseldijk. |                                                                                             |
| 5601-5614                                                                               | 2025              | Solaris                   | Urbino 15 Electric          | In aanbouw                        | Achterhoek-Rivierenland                                                                   | |                                                                                             |
| 5700-5701                                                                               | 1994              | VDL Berkhof               | Excellence                  | Export                            |                                                                                           | ex-GADO |                                                                                             |
| 5702-5704                                                                               | 1994              | VDL Berkhof               | Excellence                  | Export                            |                                                                                           | ex-DVM-NWH |                                                                                             |
| 5742-5746                                                                               | 1995              | VDL Berkhof               | Excellence                  | Export                            |                                                                                           | ex-GADO |                                                                                             |
| 5747-5748                                                                               | 1995              | VDL Berkhof               | Excellence                  | Export                            |                                                                                           | ex-DVM-NWH |                                                                                             |
| 5783-5785                                                                               | 1997              | VDL Berkhof               | Radial                      | Export                            |                                                                                           | ex-VEONN |                                                                                             |
| 5800-5803                                                                               | 1999              | Mercedes-Benz             | Sprinter                    | Export                            |                                                                                           | Werden ingezet op de buurtbus |                                                                                             |
| 5810-5821                                                                               | 1999              | Mercedes-Benz             | Integro/O550                | Export                            | GGD                                                                                       | Drieassige bussen voor inzet op de Aggloliner en later Qliner. Bussen gingen uit dienst per december 2009 na verlies van het busvervoer in Groningen en Drenthe. De 5810 en 5817 werden tot 2014 nog in Nederland bij Arriva Touring gebruikt. |                                                                                             |
| 5822-5833                                                                               | 2000              | Berkhof                   | 2000NL                      | Export                            |                                                                                           | Naar Arriva dochter TUG in Portugal |                                                                                             |
| 5834-5845                                                                               | 2000              | Berkhof                   | 2000NL                      | Export                            |                                                                                           | Naar Arriva dochter TUG in Portugal |                                                                                             |
| 5846-5849                                                                               | 2002              | Mercedes-Benz             | Sprinter                    | Export                            |                                                                                           | Werden ingezet als buurtbus |                                                                                             |
| 5850-5899                                                                               | 2001              | Dennis                    | Dart SPD                    | Export/opgelegd                   |                                                                                           | Oorspronkelijk inzetgebied was Zuidoost-Fryslân. 5897 is verloren gegaan door een brand in de busremise van Arriva te Heerenveen. Een groot deel van de bussen is geëxporteerd naar Arriva dochters in Tsjechië, Slowakije en Portugal. De 5853, 5858, 5867, 5878, 5881, 5882, 5884, 5885, 5887, 5888, 5891, 5892, 5896 en 5899 staan anno 2013 nog steeds in Nederland. 5852, 5867, 5884 zijn verkocht en hebben weer een geldige APK. |                                                                                             |
| 5900-5919                                                                               | 1997              | Volvo                     | B10BLE / Carrus City L      | Export                            |                                                                                           | Geïmporteerd vanuit Zweden van Ödåkra Buss AB. In juli 2010 geëxporteerd naar Arriva dochter TST (Transportes Sul do Tejo S.A.) in Portugal. |                                                                                             |
| 5920-5927                                                                               | 2001              | Wright                    | Cadet                       | Export                            | Friesland                                                                                 | Deze 10.6 meter-bussen deden oorspronkelijk dienst op de stadsdienst Leeuwarden. Na verlies van deze concessie deden ze dienst in Winschoten als servicebus. In 2010 geëxporteerd naar Almada (Portugal) waar ze rijden voor Arriva dochter TST (Transportes Sul do Tejo S.A.) |                                                                                             |
| 5928-5939                                                                               | 2001              | Wright                    | Commander                   | Export                            | GGD                                                                                       | Deze 12 meter bussen deden ook dienst op de stadsdienst Leeuwarden. Het interieur is ingericht als een stadsbus. De stoelen zijn plastic kuipjes met een dun laagje stof. Er zijn geen zitplaatsen boven op de voorste wielkasten en voorin aan de rechterkant een enkele rij stoelen. Deze bussen hebben naar binnen openende deuren. In 2010 geëxporteerd naar Almada (Portugal) waar ze rijden voor Arriva dochter TST (Transportes Sul do Tejo S.A.) |                                                                                             |
| 5940                                                                                    | 1998              | Fiat                      | Ducato                      | Gesloopt                          |                                                                                           | Ex-Posthumus, Roden ex- Car Sales Bakkenes, Apeldoorn ex-Europcar Autoverhuur TD-GD-80. Werd door Arriva gebruikt als personeelsbus/servicewagen in Stadskanaal. |                                                                                             |
| 5941-5970                                                                               | 2002              | Wright                    | Commander                   | Export                            | Friesland                                                                                 | Deze bussen deden oorspronkelijk dienst in Zuidoost-Fryslân. In tegenstelling tot de eerste serie waren deze bussen voorzien van een streekinterieur met dikkere kussens op de stoelen en voorin aan beide zijden een dubbele rij zitplaatsen. De deuren waren vanaf deze serie van een naar buiten openschuivend type. De voorste deur was een enkelbladdeur. Na verlies hebben deze bussen nog een tijd in Groningen rondgereden. Behalve 5957 (verbouwd tot infobus) is de serie in 2010 geëxporteerd naar Almada (Portugal) waar ze rijden voor Arriva dochter TST (Transportes Sul do Tejo S.A.) |                                                                                             |
| 5971-5981                                                                               | 2002              | Wright                    | Commander                   | Export                            | Friesland                                                                                 | Voor de sneldiensten in Zuidoost-Fryslân werden "luxe" Wrights gebouwd met betere stoelen. Al snel waren deze bussen op alle lijnen in de concessie te vinden. Na verlies van deze concessie verhuisden ze naar Groningen. In 2010 geëxporteerd naar Almada (Portugal) waar ze rijden voor Arriva dochter TST (Transportes Sul do Tejo S.A.) |                                                                                             |
| 5982-5999                                                                               | 2002              | Wright                    | Commander                   | Export/opgelegd                   | Friesland                                                                                 | De vierde en laatste serie van de Commander uit 2002 had weer een ander soort interieur. In deze bussen, die in november en december 2002 instroomden, was voorin een vierzit aanwezig die zich deels boven op de voorste wielkasten bevond. Achter deze wielkasten was een verhoging aangebracht. Het grootste deel van serie kwam in de concessie Zuidoost-Fryslân terecht, echter werden ook enkele van deze bussen in de provincies Groningen en Drenthe en in IJsselmond (Overijssel) in dienst gesteld. De 5989-5999 kwamen na aflevering direct terecht in de net gewonnen concessie Rivierenland. Inmiddels is deze serie niet meer in dienst bij Arriva in Nederland. Een groot deel is geëxporteerd. De 5985, 5995 (laatste inzet DAV gebied), 5991 (laatste inzet als reservebus Brabant), 5993 (laatste inzet bij Arriva Touring als IKEA pendelbus) hebben nog tot in 2012 dienstgedaan bij Arriva. |                                                                                             |
| 6009-6010                                                                               | 1991              | Van Hool                  | A508                        | Export                            |                                                                                           | Voormalige NoordNed, daarvoor VEONN, daarvoor DVM / NWH en daarvoor DVM-bussen. Deden dienst in verschillende regio's in Noord-Nederland. Hebben in tegenstelling tot soortgenoten een deur midden in de bus in plaats van achter in de bus. |                                                                                             |
| 6012-6015                                                                               | 1992              | Van Hool                  | A508                        | Verkocht                          |                                                                                           | Voormalige NoordNed, daarvoor VEONN, daarvoor DVM / NWH en daarvoor DVM-bussen. Deden dienst in verschillende regio's in Noord-Nederland. Hebben in tegenstelling tot soortgenoten een deur midden in de bus in plaats van achter in de bus. |                                                                                             |
| 6021-6022                                                                               | 2004              | Volkswagen/Kutsenits      | City IV                     | Verkocht                          |                                                                                           | Werden ingezet op de P+R Citybus in Groningen. De 6022 is overgenomen door De Grooth Vervoer als reservebus voor de servicebus in Stadskanaal. |                                                                                             |
| 6023-6024                                                                               | 2006              | Mercedes-Benz/Kutsenits   | City V                      | Verkocht                          |                                                                                           | Nu servicebus Winschoten en Stadskanaal bij De Grooth Vervoer. |                                                                                             |
| 6025                                                                                    | 2001              | Mercedes-Benz/VDL Kusters | Midcity                     | Verkocht                          |                                                                                           | Ex-MTI. Was vervolgens reservebus bij De Grooth Vervoer voor de servicebus Winschoten. |                                                                                             |
| 6026-6028                                                                               | 2001              | Mercedes-Benz/VDL Kusters | Midcity                     | Export                            |                                                                                           | Werden ingezet op de Servicebus in de provincie Groningen. 6027 is niet geëxporteerd, en was vervolgens reservebus voor de servicebus in Winschoten. |                                                                                             |
| 6030-6045                                                                               | 2007              | Irisbus                   | GX 127                      | Export/buiten dienst              | Divers, zie opmerking                                                                     | De Irisbus Heuliez GX 127 kwam oorspronkelijk in dienst in het DAV-gebied. In 2008 werden de 6030 en 6031 verhuisd naar Groningen en tot december 2009 gebruikt voor de Citybusdienst in Groningen. Deze twee bussen werden na verlies van de concessie geëxporteerd rijden nu rond bij Arriva dochter Transportes Sul do Tejo (TST) in Portugal. De 6044 reed van december 2015 tot en met maart 2022 in achtereenvolgens Zuid-Holland-Noord en Lelystad en de 6032 reed van december 2015 tot eind 2021 in Lelystad. De overige bussen deden dienst op de stadsdienst in Gorinchem en Dordrecht in het DAV-gebied. De 6032 reed tot december 2015 tijdelijk rond in Rivierenland en Achterhoek, omdat enkele bussen in onderhoud waren. De 6032, 6033, 6036 en 6040 reden tussen 9 december 2012 en april 2013 tijdelijk op de stadsdienst Leeuwarden vanwege materieeltekort. |                                                                                             |
| 6050-6052                                                                               | 2009              | Rošero                    | First                       | Verkocht                          | Stadsdienst 's-Hertogenbosch                                                              | 6051 is verkocht aan TCR, die de bus inzette in de omgeving van Renesse onder nummer 626. |                                                                                             |
| 6061-6067                                                                               | 2010              | Optare                    | Solo                        | Export                            | Achterhoek                                                                                | |                                                                                             |
| 6071                                                                                    | 2006              | Mercedes-Benz             | Sprinter                    | Export                            | Groningen (buurtbus)                                                                      | |                                                                                             |
| 6072                                                                                    | 2000              | Mercedes-Benz             | Sprinter                    | Buiten dienst                     |                                                                                           | |                                                                                             |
| 6073-6076                                                                               | 2007              | Mercedes-Benz             | Sprinter                    | Buiten dienst                     | DAV gebied (buurtbus 702 en reserve)                                                      | |                                                                                             |
| 6077                                                                                    | 2007              | Mercedes-Benz             | Sprinter                    | Buiten dienst                     |                                                                                           | |                                                                                             |
| 6078                                                                                    | 2000              | Mercedes-Benz             | Sprinter                    | Buiten dienst                     |                                                                                           | |                                                                                             |
| 6079                                                                                    | 2000              | Mercedes-Benz             | Sprinter                    | Buiten dienst                     |                                                                                           | Ex-Hermes 7306, ex-1500 |                                                                                             |
| 6080                                                                                    | 2003              | Mercedes-Benz             | Sprinter                    | Buiten dienst                     |                                                                                           | Ex-BBA 4 |                                                                                             |
| 6081                                                                                    | 2004              | Mercedes-Benz             | Sprinter                    | Buiten dienst                     |                                                                                           | Ex-BBA 11 |                                                                                             |
| 6082                                                                                    | 2004              | Mercedes-Benz             | Sprinter                    | Buiten dienst                     |                                                                                           | Ex-BBA 1515 |                                                                                             |
| 6083                                                                                    | 2004              | Mercedes-Benz             | Sprinter                    | Buiten dienst                     |                                                                                           | Ex-BBA 1511 |                                                                                             |
| 6084                                                                                    | 2004              | Mercedes-Benz             | Sprinter                    | Buiten dienst                     |                                                                                           | Ex-BBA 9 |                                                                                             |
| 6085                                                                                    | 2004              | Mercedes-Benz             | Sprinter                    | Buiten dienst                     |                                                                                           | Ex-BBA 1513 |                                                                                             |
| 6086-6088                                                                               | 2014              | Mercedes-Benz             | Sprinter                    | Deels in dienst                   | Buurtbus Twente, Zuid-Holland Noord                                                       | De 6086 en 6087 hebben ook in de concessie DAV gereden |                                                                                             |
| 6091-6093                                                                               | 2017              | Rošero                    | Zero First                  | Overgegaan naar Qbuzz             | Citybus Dordrecht (lijn 10)                                                               | |                                                                                             |
| 6094                                                                                    | 2019              | VDL                       | MidCity Electric            | In dienst                         | West-Brabant                                                                              | Reed voorheen in Fryslân op achtereenvolgens de stadsdienst van Leeuwarden en Vlieland. |                                                                                             |
| 6100-6109                                                                               | 2002              | VDL Berkhof               | Ambassador 200              | Export/opgelegd                   | Friesland                                                                                 | Ex-NoordNed-bussen. De bussen werden na het verdwijnen van NoordNed overgespoten in de huisstijl van Arriva. Alleen de blauwe passagiersstoelen en NoordNed logo's in de bus bleven intact. De 6103, 6105-6109 reden tussen december 2006 en mei 2013 op Schiermonnikoog. Overige bussen zijn geëxporteerd naar Arriva dochter TST (Transportes Sul do Tejo) in Portugal. |                                                                                             |
| 6110                                                                                    | 2001              | Mercedes-Benz             | Sprinter                    | Verkocht                          |                                                                                           | Deze bus was eerst eigendom van de Asser Taxicentrale en reed als servicebus in Assen in opdracht van Arriva. Eind 2009 werd de bus overgenomen door Vervoermanagement Noord-Nederland (VMNN) die de servicebus Assen sinds eind 2009 exploiteert. Een jaar later kwamen er nieuwe bussen voor de servicebus, de bus is daarna verkocht maar niet geëxporteerd. |                                                                                             |
| 6111-6113                                                                               | 2002              | Mercedes-Benz             | Sprinter                    | Export                            | Buurtbus                                                                                  | |                                                                                             |
| 6114-6118                                                                               | 2003              | Mercedes-Benz             | Sprinter                    | Export                            | Buurtbus                                                                                  | Deze bussen hebben (o.a.) gereden in de concessie DAV |                                                                                             |
| 6119-6122                                                                               | 2005              | Mercedes-Benz             | Sprinter                    | Export                            | Buurtbus                                                                                  | Deze bussen hebben (o.a.) gereden in de concessie DAV |                                                                                             |
| 6123-6125                                                                               | 2005              | Volkswagen                | LT                          | Export                            | Buurtbus                                                                                  | |                                                                                             |
| 6126                                                                                    | 2005              | Mercedes-Benz             | Sprinter                    | Export                            | Buurtbus                                                                                  | |                                                                                             |
| 6127                                                                                    | 2005              | Mercedes-Benz             | Sprinter                    | Opgelegd (reservebus)             |                                                                                           | |                                                                                             |
| 6128                                                                                    | 2005              | Volkswagen                | LT                          | Export                            | Buurtbus                                                                                  | |                                                                                             |
| 6129                                                                                    | 2005              | Mercedes-Benz             | Sprinter                    | Export                            | Buurtbus                                                                                  | |                                                                                             |
| 6131-6158                                                                               | 2003              | Mercedes-Benz             | Integro                     | Export/buiten dienst              | Deels DAV-gebied                                                                          | 6138-6140 en 6157-6158 reden bij aanschaf bij NoordNed. Een deel rijdt nu bij Arriva-Neisseverkehr in Spremberg, Duitsland. 6135 is uitgebrand op 2 juli 2005 in Drachten. 6138 en 6148 zijn in 2014 geëxporteerd. 6141-6146 en 6149-6156 reden tot mei 2014 op de Qliner lijnen 387 (Gorinchem via Vianen naar Utrecht) en 388 (Dordrecht – Utrecht). De bussen zijn vervangen door nieuwe Volvo 8900-bussen (series 7789-7792). |                                                                                             |
| 6171-6189                                                                               | 2003              | VDL Berkhof               | Ambassador 200              | Export                            |                                                                                           | Deze ex-NoordNed werd later overgespoten in de Arriva-huisstijl. Alleen de stoelen en bagagerekken aan de rechterkant voorin deden vermoeden dat de bus niet van Arriva afkomstig was. De stoelen waren donkerblauw van kleur met gestippeld kleurenmotief. De zittingen waren ook iets zachter dan anders. Complete serie is geëxporteerd naar TST (Arriva dochter Portugal). |                                                                                             |
| 6200-6301                                                                               | 2003              | Wright                    | Commander                   | Opgelegd Verkocht Export          | DAV, GGD                                                                                  | Oorspronkelijk inzetgebied: - 6200-6289: Drechtsteden, Alblasserwaard, Vijfheerenlanden. - 6290-6301: Groningen-Drenthe In 2007 ging Arriva ook de stadsdienst van Dordrecht rijden. Hierdoor verhuisde de serie 6290-6301 naar het DAV-gebied. Al snel bleek dat het interieur van deze bussen niet geschikt was voor een stadsdienst en werd besloten om deze serie te verbouwen. Ook de 6212, 6228, 6261, 6284, 6285 en 6287 werden aangepast. Het plateau achter de voorste wielkasten werd in deze bussen versmald en er werden diverse zitplaatsen verwijderd zodat er een ruimer gangpad ontstond en een tweede stabalkon. Alle stadsbussen (behalve de 6300 en 6301) verhuisden in september 2011 naar de stadsdienst Lelystad. De 6296 en 6297 kregen de speciale huisstijl van Lelystad. In september 2012 werden deze bussen vervangen door de Irisbus Crossway serie 6451-6464. In juni 2012 zijn de 6201, 6202, 6205, 6209, 6216, 6219, 6221, 6222, 6224, 6225, 6230, 6233, 6240, 6242, 6243, 6246, 6247, 6248, 6249, 6250, 6253, 6254, 6257, 6259, 6263, 6265, 6266, 6269, 6270, 6273, 6274, 6276, 6277, 6278, 6280, 6283, 6289 uit het DAV-gebied vervangen door Berkhof Ambassadors en Scania Omnlinks die eerder in de concessie Waterland reden. Alle voormalige stadsbussen en in juni 2012 vervangen bussen werden van 9 december 2012 tot april 2013 ingezet in de concessie Noord- en Zuidwest-Fryslân. Deze bussen werden door VDL Bus Heerenveen speciaal opgeknapt. Later zijn deze bussen verkocht/geëxporteerd. In december 2015 werd het resterende deel van de Wrightbussen in het DAV-gebied vervangen door VDL Ambassadors uit de concessie Hoeksche Waard-Goeree Overflakkee. 6200 is een museumbus. 6225 en 6257 rijden medio 2017 bij een aspergeboer in Midden-Limburg.      |                                                                                             |
| 6313-6324                                                                               | 1989              | Volvo/Hainje              | Duvedec                     | Export                            | DAV, GGD                                                                                  | Kwamen oorspronkelijk in dienst bij de FRAM, daarna VEONN. Een deel heeft in 2003 tijdelijk nog in DAV gereden voordat de bussen definitief werden afgevoerd. |                                                                                             |
| 6325-6327                                                                               | 1989              | DAF/Hainje                | Standaardstreekbus          | Export                            |                                                                                           | Kwamen oorspronkelijk in dienst bij de DVM / NWH, daarna VEONN. |                                                                                             |
| 6340-6345                                                                               | 1990              | Volvo/Berkhof             | Duvedec                     | Export                            |                                                                                           | Kwamen oorspronkelijk in dienst bij de FRAM, daarna VEONN. |                                                                                             |
| 6381-6382                                                                               | 1996              | Iveco                     | Daily                       | Export                            |                                                                                           | Kwamen oorspronkelijk in dienst bij VEONN als buurtbus. |                                                                                             |
| 6387-6388                                                                               | 1997              | MAN 11.220 HOCL/Berkhof   | 2000NL Junior               | Export                            | GGD, DAV                                                                                  | Oorspronkelijk VEONN Vlieland. 6387 is overgegaan naar Arriva Touring. |                                                                                             |
| 6401-6426                                                                               | 2010              | Mercedes-Benz             | Sprinter                    | Buiten dienst                     | Achterhoek-Rivierenland & Zuid-Holland Noord (buurtbussen)                                | De 6415 en 6419 reden in de concessie Zuid-Holland Noord. De 6403 en 6412 reden bij Van der Velde. |                                                                                             |
| 6427                                                                                    | 2011              | Mercedes-Benz             | Sprinter                    | Buiten dienst                     | Buurtbus Lelystad                                                                         | Reed tot eind 2014 op de buurtbussen in Lelystad. |                                                                                             |
| 6428-6429                                                                               | 2010              | Fiat/Tribus               | Ducato/Civitas              | Buiten dienst                     | Achterhoek-Rivierenland                                                                   | |                                                                                             |
| 6431-6432                                                                               | 2010              | Fiat/Tribus               | Ducato/Civitas              | Buiten dienst                     | Achterhoek-Rivierenland                                                                   | |                                                                                             |
| 6434                                                                                    | 2018              | Mercedes-Benz             | Sprinter City               | In dienst                         | Achterhoek-Rivierenland                                                                   | |                                                                                             |
| 6435-6437                                                                               | 2017              | Mercedes-Benz             | Sprinter City               | In dienst                         | Achterhoek-Rivierenland                                                                   | |                                                                                             |
| 6438-6449                                                                               | 2015              | Mercedes-Benz             | Sprinter                    | Deels in dienst                   | Achterhoek-Rivierenland (buurtbussen)                                                     | 6446 en 6447 zijn uit dienst |                                                                                             |
| 6450                                                                                    | 2018              | Mercedes-Benz             | Sprinter                    | In dienst                         | Achterhoek-Rivierenland (buurtbussen)                                                     | |                                                                                             |
| 6451-6464                                                                               | 2012              | Irisbus                   | Crossway LE 10.8 meter      | Buiten dienst                     | Stadsdienst Lelystad                                                                      | |                                                                                             |
| 6471-6475                                                                               | 2012              | Irisbus                   | Citelis CNG 10.5 meter      | Buiten dienst                     | Stadsdienst Leeuwarden                                                                    | |                                                                                             |
| 6481-6486                                                                               | 2017              | Mercedes-Benz/Tribus      | Sprinter/Civitas            | Deels in dienst                   | Zuid-Holland Noord                                                                        | 6483-6486 naar EBS als 9006-9009 |                                                                                             |
| 6487                                                                                    | 2018              | Mercedes-Benz/Tribus      | Sprinter/Civitas            | Overgegaan naar EBS               | Zuid-Holland Noord                                                                        | Naar EBS als 9005 |                                                                                             |
| 6501-6502                                                                               | 2012              | Mercedes-Benz             | Sprinter                    | Buiten dienst                     | Noord- en Zuidwest Fryslân (buurtbus)                                                     | |                                                                                             |
| 6503-6504                                                                               | 2018              | Mercedes-Benz             | Sprinter                    | In dienst                         | Fryslân (buurtbus)                                                                        | |                                                                                             |
| 6511-6515                                                                               | 2012              | Fiat/Tribus               | Ducato/Civitas              | Buiten dienst                     | Zuid-Holland Noord (buurtbus)                                                             | |                                                                                             |
| 6521                                                                                    | 2012              | Mercedes-Benz             | Sprinter                    | Buiten dienst                     | DAV-gebied (buurtbus 717 Zwijndrecht - Barendrecht)                                       | |                                                                                             |
| 6522                                                                                    | 2013              | Mercedes-Benz             | Sprinter                    | In dienst                         | Limburg                                                                                   | Reservebus |                                                                                             |
| 6523-6525                                                                               | 2015              | Mercedes-Benz             | Sprinter                    | In dienst                         | Achterhoek-Rivierenland                                                                   | Reden eerst in het DAV-gebied |                                                                                             |
| 6526-6541                                                                               | 2016              | Mercedes-Benz             | Sprinter                    | In dienst                         | Achterhoek-Rivierenland                                                                   | |                                                                                             |
| 6542                                                                                    | 2020              | Volkswagen/Tribus         | Crafter/Civitas             | In dienst                         | Achterhoek-Rivierenland                                                                   | Ex-RET/RMC 1605 |                                                                                             |
| 6543-6549                                                                               | 2016              | Mercedes-Benz             | Sprinter                    | In dienst                         | Limburg                                                                                   | Ex-Syntus Utrecht 101, 102, 104-106, 108 en 109 |                                                                                             |
| 6551-6554                                                                               | 2016              | Mercedes-Benz             | Sprinter                    | In dienst                         | Fryslân                                                                                   | |                                                                                             |
| 6561-6568                                                                               | 2016              | Mercedes-Benz             | Sprinter                    | In dienst                         | Limburg                                                                                   | |                                                                                             |
| 6569                                                                                    | 2018              | Mercedes-Benz             | Sprinter                    | In dienst                         | Limburg                                                                                   | |                                                                                             |
| 6570                                                                                    | 2019              | Mercedes-Benz             | Sprinter                    | In dienst                         | Limburg                                                                                   | |                                                                                             |
| 6571-6581                                                                               | 2016              | Mercedes-Benz             | Sprinter                    | In dienst                         | Limburg                                                                                   | De 6581 reed bij TCR onder het nummer 1060.Deze bus rijdt tegenwoordig bij BusiNext. De 6577-6580 rijden bij Kupers. |                                                                                             |
| 6582                                                                                    | 2014              | Mercedes-Benz             | Sprinter                    | In dienst                         | Limburg                                                                                   | Rijdt bij Kupers |                                                                                             |
| 6583-6584                                                                               | 2019              | Mercedes-Benz             | Sprinter                    | In dienst                         | Limburg                                                                                   | |                                                                                             |
| 6585                                                                                    | 2019              | Mercus                    | Sprinter                    | In dienst                         | Limburg                                                                                   | Deze bus is geen eigendom van Arriva, maar van Kupers. Het nummer bij Kupers is 368. |                                                                                             |
| 6601-6612                                                                               | 2012              | Irisbus                   | Citelis CNG 12 meter        | Buiten dienst                     | Stadsdienst Leeuwarden                                                                    | 6601-6604 zijn eind 2021 geëxporteerd. |                                                                                             |
| 6613-6615                                                                               | 2013              | Irisbus                   | Citelis CNG 12 meter        | Buiten dienst                     | Fryslân                                                                                   | Deze bussen hebben enige tijd op Ameland gereden. |                                                                                             |
| 6666                                                                                    | 2010              | Volvo                     | 7700                        | Buiten dienst                     | 's-Hertogenbosch (lijn 80)                                                                | Deze elektrische bus is verbouwd uit een normale dieselbus. |                                                                                             |
| 6720-6725                                                                               | 1987              | Den Oudsten/DAF           | B86                         | Export                            |                                                                                           | Kwamen oorspronkelijk in dienst bij de Fram, daarna VEONN. |                                                                                             |
| 6701-6734                                                                               | 2014              | Mercedes-Benz             | Sprinter                    | Deels in dienst                   | West- en Oost-Brabant, Fryslan (6701), Limburg (6722, 6723)                               | |                                                                                             |
| 6741-6768                                                                               | 2014              | Mercedes-Benz             | Sprinter                    | Deels in dienst                   | Twente (6741), Achterhoek-Rivierenland (6742)                                             | |                                                                                             |
| 6769-6805                                                                               | 2019              | Mercedes-Benz             | Sprinter                    | In dienst                         | West- en Oost-Brabant, Achterhoek-Rivierenland                                            | |                                                                                             |
| 6811-6816                                                                               | 2023              | Mercedes-Benz             | Sprinter                    | In dienst                         | Achterhoek-Rivierenland                                                                   | |                                                                                             |
| 6818, 6819                                                                              | 2021              | Volkwagen                 | e-Crafter                   | In dienst                         | Buurtbus 's-Hertogenbosch - Bokhoven                                                      | Eerste twee volledig elektrische buurtbussen van Nederland |                                                                                             |
| 6820                                                                                    | 2024              | Mercedes-Benz             | Sprinter                    | In dienst                         | Oost-Brabant                                                                              | |                                                                                             |
| 6821-6837                                                                               | 2023              | Volkswagen/Tribus         | Crafter/Civitas             | In dienst                         | Twente (buurtRRReis en flexRRReis)                                                        | |                                                                                             |
| 6838-6863                                                                               | 2023              | Mercedes-Benz             | Sprinter                    | In dienst                         | West-Brabant                                                                              | |                                                                                             |
| 6871-6880                                                                               | 2025              | Mercedes-Benz             | Sprinter                    | In dienst                         | West-Brabant                                                                              | |                                                                                             |
| 7151-7174                                                                               | 2004              | Mercedes-Benz             | Integro                     | Buiten dienst Export              | Achterhoek-Rivierenland, Groningen/Drenthe, Friesland & Terschelling                      | 7158 reed tot eind 2013 in de concessie DAV – deze bus is vervangen door een Volvo 8900 bus. De 7154 is op 9 oktober 2007 op de A28 bij De Punt uitgebrand en de 7152 is op 24 oktober 2012 op de A7 bij Boerakker uitgebrand. |                                                                                             |
| 7181-7184                                                                               | 2005              | Mercedes-Benz             | Integro                     | Buiten dienst                     | Groningen-Drenthe                                                                         | Reden gedeeltelijk nog voor Arriva Touring tbv scholierenvervoer, treinvervangend vervoer etc. Zijn te oud voor OV werkzaamheden. |                                                                                             |
| 7191-7195                                                                               | 2009              | Mercedes-Benz             | Integro                     | Buiten dienst                     | Groningen-Drenthe                                                                         | 7191 reed sinds begin 2021 op Terschelling. |                                                                                             |
| 7201-7238                                                                               | 2014              | Volvo                     | 8900                        | In dienst                         | West- en Oost-Brabant (Bravodirect)                                                       | |                                                                                             |
| 7241-7279                                                                               | 2014              | Volvo                     | 8900                        | In dienst                         | West- en Oost-Brabant (Bravodirect)                                                       | |                                                                                             |
| 7280-7286                                                                               | 2014              | Volvo                     | 8900                        | In dienst                         | West- en Oost-Brabant (Bravodirect)                                                       | |                                                                                             |
| 7296-7297                                                                               | 2009              | Volvo                     | 8700                        | In dienst                         | West-Brabant (Bravodirect), Limburg                                                       | Ex-Connexxion 5713 en 5714. |                                                                                             |
| 7298                                                                                    | 2017              | Volvo                     | 8900                        | In dienst                         | West-Brabant (Bravodirect)                                                                | |                                                                                             |
| 7299                                                                                    | 2016              | Volvo                     | 7900 Hybrid                 | In dienst                         | Stadsdienst Leiden                                                                        | Reed tot de zomer van 2024 in Breda. |                                                                                             |
| 7301-7324                                                                               | 2014              | Mercedes-Benz             | Intouro M                   | In dienst                         | West-Brabant (Brabantliner)                                                               | |                                                                                             |
| 7331-7354                                                                               | 2007              | Mercedes-Benz             | Sprinter                    | Buiten dienst                     | Oost-Brabant & Zuid-Holland Noord (buurtbus)                                              | De 7345 ging naar Autobedrijf Zegers. De 7350 en 7351 gingen naar Van der Velden. De 7354 heeft ook in de concessie HWGO gereden |                                                                                             |
| 7401-7424                                                                               | 2016              | Volvo                     | 8900                        | In dienst                         | Limburg (Limburgliner)                                                                    | |                                                                                             |
| 7501-7519                                                                               | 2012              | Mercedes-Benz             | Intouro M                   | Buiten dienst                     | Qliner Fryslân                                                                            | |                                                                                             |
| 7530-7531                                                                               | 2013              | Mercedes-Benz             | Intouro M                   | Buiten dienst                     | Qliner Fryslân                                                                            | Reden tot 15 december 2019 bij Arriva Touring. |                                                                                             |
| 7532                                                                                    | 2014              | Mercedes-Benz             | Intouro L                   | Buiten dienst                     | Qliner Fryslân                                                                            | Reed tot 1 oktober 2019 bij Arriva Touring. |                                                                                             |
| 7533, 7534                                                                              | 2016              | Mercedes-Benz             | Intouro L                   | Buiten dienst                     | Qliner Fryslân                                                                            | Aanvulling op 7541-7547. |                                                                                             |
| 7541-7547                                                                               | 2015              | Mercedes-Benz             | Intouro L                   | Deels in dienst                   | Qliner Fryslân                                                                            | Ex-Qbuzz 2601-2607. 7543 en 7544 rijden per 15 december 2024 bij Arriva Touring. |                                                                                             |
| 7551-7552                                                                               | 2016              | Mercedes-Benz             | Intouro L                   | Buiten dienst                     | Qliner Fryslân                                                                            | |                                                                                             |
| 7701-7760                                                                               | 2012              | Volvo                     | 8900 LE                     | Buiten dienst                     | Zuid-Holland Noord (Qliner en R-net), West- en Oost-Brabant (Bravodirect)                 | 7701-7704 werden tussen het najaar van 2013 en december 2018 ingezet op de Qliner-lijnen in de Drechtsteden, Alblasserwaard en Vijfheerenlanden (DAV) ter vervanging van de Integro bussen 6138, 6148 en 7158. Vanaf september 2014 zijn enige wagens in R-net huisstijl gebracht en vanaf september 2023 ook in Bravodirect huisstijl. Per 15 december 2024 is een groot deel van deze serie geëxporteerd. |                                                                                             |
| 7761-7762                                                                               | 2009              | Volvo                     | 8700 RLE                    | Naar HJG Busvervoer               | Zuid-Holland Noord (Qliner)                                                               | De 7761 reed vanuit Leiden de 7762 vanuit Alphen aan den Rijn. Ex-Veolia 5860 en 5870. |                                                                                             |
| 7763-7766                                                                               | 2017              | Volvo                     | 8900 LE                     | In dienst                         | Oost-Brabant (Bravodirect)                                                                | Voor 15 december 2024: R-net Zuid-Holland Noord |                                                                                             |
| 7771-7777                                                                               | 2012              | Volvo                     | 8900 BLE                    | Buiten dienst                     | Zuid-Holland Noord (R-net)                                                                | Voor 10 december 2017: Qliner Zuid-Holland Noord |                                                                                             |
| 7781-7787                                                                               | 2014              | Volvo                     | 8900 LE                     | In dienst                         | West- en Oost-Brabant (Bravodirect)                                                       | Voor september 2023: Qliner Zuid-Holland Noord |                                                                                             |
| 7788-7792                                                                               | 2014              | Volvo                     | 8900 LE                     | In dienst                         | West- en Oost-Brabant (Bravodirect)                                                       | De 7788-7790 reden voor Arriva Touring op lijnen 315, 324 ('s avonds/weekend) en 335, van 15 december 2019 tot en met 14 december 2024 reden ze op alle Qliners in Friesland, sinds 15 december 2024 rijden de 7788-7790 als Bravodirect. 7787, 7791 en 7792 rijden sinds 15 december 2019 vanuit Waalwijk als Bravodirect. |                                                                                             |
| 7801-7823                                                                               | 2004              | Mercedes-Benz             | Citaro G                    | Buiten dienst Export              | DAV-gebied                                                                                | Serie werd oorspronkelijk afgeleverd voor het busvervoer in Groningen/Drenthe. Na verlies van de concessie in 2010 verhuisden de 7810-7816 naar het DAV-gebied en de overige bussen naar Waterland. De Citaro's in DAV werden later vervangen door Scania Omnilink gelede bussen uit de concessie Waterland. - 7801-7803: december 2011 verkocht aan TCR, die ze in opdracht van EBS inzette op de scholierenlijnen in Waterland en later voor Arriva in West-Brabant onder de nummers 497-499. - 7804, 7807 en 7808: verkocht aan een Duits bedrijf. - 7805 en 7806 reden voor Arriva Touring, waarvan de 7806 sinds december 2013 wordt ingezet bij Arriva op Ameland. - 7809 reed bij vervoerbedrijf Gelderesch in de Achterhoek (inzet op lijndienst van Arriva). Reed sinds december 2015 bij Arriva op Ameland en daarna in de concessies DAV en ZHN. - 7810 en 7812-7816: Verkocht aan het bedrijf KVG. - 7811 en 7817-7823: Rijden sinds augustus 2012 bij Arriva in Stockholm. |                                                                                             |
| 7821-7824                                                                               | 2025              | Solaris                   | Urbino 18 Electric          | In dienst                         | Stadsdienst Breda                                                                         | |                                                                                             |
| 7830-7831                                                                               | 2005              | Scania                    | OmniLink Geleed             | Export                            | Stadsdienst Leeuwarden                                                                    | Reden oorspronkelijk in Leeuwarden en op drukke lijnen in Zuidoost-Fryslân. |                                                                                             |
| 7851-7857                                                                               | 2005              | Scania                    | OmniLink Geleed             | Buiten dienst                     | Noord- en Zuidwest-Fryslân, Waterland                                                     | Leasebussen. Werden tot 11 december 2011 ingezet in Waterland. Deze bussen reden vanaf voorjaar 2012 in het DAV-gebied ter vervanging van de gelede Citaro's, maar werden medio 2013 overbodig na enkele route- en frequentieaanpassingen. De 7851, 7853, 7854 en 7856 zijn naar Arriva Touring gegaan. De 7852 en 7855 reden tot begin 2017 in de concessie Oost-Brabant. Voornamelijk in Tilburg als “Stappegoor Shuttle” op lijn 601, maar zijn vervangen door de Mercedes-Benz Citaro G met busnummers 0285-0288. 7853 en 7856 reden tot en met 2020 voor Arriva Touring. |                                                                                             |
| 7858-7898                                                                               | 2005              | Scania                    | OmniLink Geleed             | Buiten dienst Export              | Waterland                                                                                 | Leasebussen. Werden tot 11 december 2011 ingezet in Waterland. Deze bussen zijn na aanpassing geëxporteerd naar Stockholm. | Een Scania OmniLink gelede bus bij Station Amsterdam Centraal                               |
| 7901-7948                                                                               | 2005              | Mercedes-Benz             | Citaro G                    | Export                            | Waterland                                                                                 | Reden tot 11 december 2011 in Waterland. Twee exemplaren zijn al afgevoerd 7919 (verongelukt op spoorwegovergang) en 7922 (uitgebrand). Serie is na aanpassing geëxporteerd naar Stockholm. |                                                                                             |
| 8001-8063                                                                               | 2004              | VDL Berkhof               | Ambassador 200              | Buiten dienst Export              | DAV-gebied, Oost-Brabant, Achterhoek-Rivierenland, GGD, Zuidoost-Fryslân, Waterland       | 8001-8057 waren oorspronkelijk bedoeld voor Groningen en Drenthe (concessie GGD) en de 8058-8063 voor Zuidoost-Fryslân. Het verschil met de Groningse en Drentse variant is dat het zogenaamde nevendisplay, waarin het lijnnummer te zien is, tegen de zijruit naast de ingang werd geplaatst. De andere bussen hadden dit display aan de achterzijde. Vanaf december 2005 ging Arriva het busvervoer in de regio Waterland verzorgen en daarvoor werden busnummers 8030-8052 gebruikt. Deze bussen kregen airco en werden alsnog voorzien van een nevendisplay aan de zijkant die zowel de bestemming als het lijnnummer aangeeft. - 8002, 8004-8009, 8011-8013, 8015-8018 rijden nu bij TST in Portugal (2xx serie). - 8003 rijdt nu onder nummer 7169 als "Centrumbus" in Praag (Tsjechië). - 8010 is verkocht aan De Grooth Vervoer en had nummer 809. - 8019, 8021-8025: reden vanaf december 2008 tot en met 2014 in de concessie Rivierenland-Achterhoek. Buiten dienst - 8001, 8014, 8029, 8058, 8060, 8062: Brabant (de eerste twee bussen zouden aanvankelijk geëxporteerd worden) - 8020, 8026 en 8027, 8030-8054: Tot december 2011 werden ze ingezet in Purmerend/Waterland. Sinds voorjaar 2012 rijden ze in het DAV-gebied ter vervanging van een aantal oudere Wright Commander bussen uit de 6200-serie. - 8028 en 8056: Reden oorspronkelijk tot en met december 2014 in Brabant onder Arriva zelf, zijn daarna verhuurd aan Van Driel voor enkele lijndiensten in Brabant - 8055 en 8057: Reden tot augustus 2015 in Brabant, zijn daarna naar de concessie Noord- en Zuidwest-Fryslân en Schiermonnikoog gegaan ten behoeve van de Collegeliners. - 8057 heeft bij Arriva Touring gereden in Limburg. - 8059-8061 en 8063: Van 11 december 2016 tot en met juli 2017 bij Syntus in Utrecht |                                                                                             |
| 8064-8069                                                                               | 2004              | VDL Berkhof               | Ambassador 200              | Buiten dienst                     | Oost-Brabant                                                                              | Ex-NoordNed. Deze busserie reed eerst in de NoordNed huisstijl, daarna in die van Arriva en daarna in de rood/witte huisstijl die de provincie Noord-Brabant voorschrijft voor de concessie Oost-Brabant, maar zijn momenteel ook buiten dienst gesteld. Een aantal wordt nog gebruikt als “Code 95 bussen” voor cursussen en trainingen. Bij deze bussen zijn de validators (in/uitcheck-palen) verwijderd omdat deze bussen niet meer worden ingezet voor zodanig personenvervoer. Het feit dat het ex-NoordNed bussen zijn is nog te herkennen aan de blauwkleurige stoelen met zachtere zittingen. Deze serie heeft ook een nevendisplay aan de zijkant waarop het lijnnummer te zien is. 8064 en 8069 zijn sinds december 2014 verhuurd aan van Driel. 8067 en 8069 hebben tussen december 2016 en juni 2017 bij Syntus Utrecht gereden. |                                                                                             |
| 8071-8080                                                                               | 2006              | Scania                    | OmniLink standaard          | Buiten dienst                     | DAV, Achterhoek, Waterland                                                                | Reden tot 11 december 2011 voor de concessie Waterland. Tot 2012 in de concessie DAV ter vervanging van Wright Commander bussen. Tussen 2015 en 2018 reden de 8072-8076 en 8078-8080 in de concessie Achterhoek-Rivierenland. |                                                                                             |
| 8081-8090                                                                               | 2006              | Scania                    | OmniLink standaard          | Export                            | Waterland                                                                                 | Deze serie is begin 2011 geëxporteerd (reden voorheen in de concessie Waterland en zijn dus al voor de afloop van de concessie uit dienst gehaald). |                                                                                             |
| 8101-8142                                                                               | 2014              | VDL                       | Citea SLF-120               | In dienst                         | Stadsdiensten van Breda, 's-Hertogenbosch en Tilburg                                      | |                                                                                             |
| 8151-8183                                                                               | 2014              | VDL                       | Citea SLF-120               | In dienst                         | Stadsdiensten van Breda, 's-Hertogenbosch en Tilburg                                      | |                                                                                             |
| 8201-8244                                                                               | 2007              | VDL Berkhof               | Ambassador 200              | Deels in dienst                   | Diverse concessies                                                                        | Reden oorspronkelijk in Noord-Brabant. Bus 8215 is op 2 juli 2014 betrokken geraakt bij een ongeluk en ernstig beschadigt geraakt. De bus werd vervangen door bus 8382. De 8201 en de 8202 rijden bij Arriva Touring in Limburg. De 8236 en 8237 rijden bij Arriva Touring als Fietsbus op de Afsluitdijk, de 8237 reed daarvoor als vaccinatiebus. De 8238 en 8239 rijden als lesbus. De 8240 rijdt als Airport Shuttle bij Maastricht Aachen Airport. De 8242 is op 29 oktober 2021 uitgebrand bij een brand in de werkplaats in Doetinchem. De 8225-8235 en 8241 hebben tot december 2024 in de concessie Zuid-Holland Noord gereden. Na afloop van de concessie zijn de 8226, 8228, 8229, 8233 en 8235 zijn reservebussen voor de concessie Twente geworden. De 8227, 8231 zijn terug gegaan naar de concessie Oost-Brabant en rijden samen met de 8244 als enig nog in Brabant. De 8225 en 8232 rijden in Limburg. Alle overige bussen zijn verkocht, gesloopt, geëxporteerd of terzijde gesteld. |                                                                                             |
| 8277                                                                                    | 2004              | MAN                       | Caetano                     | Verkocht                          | Rotterdam Airport                                                                         | Ex-demobus. Heeft voor korte tijd gereden in Friesland op proef en is later overgegaan naar Connexxion als 3153. Heeft na Connexxion een tijdje rondgereden bij Qbuzz en tegenwoordig rijdt deze bus rond op Rotterdam Airport. |                                                                                             |
| 8301-8382                                                                               | 2007              | VDL Berkhof               | Ambassador 200              | Deels in dienst                   | Oost-Brabant, Zuid Holland Noord, Achterhoek-Rivierenland, Limburg, Friesland en Schiphol | Reden eerst voor de concessie Hoeksche Waard/Goeree-Overflakkee en tussen december 2015 en december 2018 in het DAV-gebied. Bus 8382 reed sinds augustus 2014 in de concessie Oost-Brabant. De 8341-8344, 8348, 8349, 8353, 8355, 8356, 8364 en 8365 reden in 2018 en 2019 in de Achterhoek. De 8310, 8316, 8329, 8352, 8366, 8367 en 8378 reden in Zuid-Holland Noord. De 8376 reed in Friesland. De 8341, 8342, 8344, 8353, 8355, 8356 en 8364 rijden rond Schiphol als 1-7. De 8324 is een lesbus. De 8349 is een leenbus van Arriva Techniek Meppel. De 8370 rijdt in Limburg. |                                                                                             |
| 8401-8451                                                                               | 2010              | VDL Berkhof               | Ambassador ALE-120          | Deels in dienst                   | Achterhoek-Rivierenland en Oost-Brabant                                                   | 8402, 8403, 8407, 8413, 8435, 8436 en 8442 reden tussen 9 december 2012 en april 2013 tijdelijk in Friesland vanwege materieeltekort. Alle bussen, behalve 8441 en 8444-8451, zijn in 2019 naar Oost-Brabant gegaan. |                                                                                             |
| 8461-8468                                                                               | 2013              | VDL                       | Citea LLE-120               | In dienst                         | Achterhoek-Rivierenland en Oost-Brabant                                                   | De 8461-8465 rijden in de concessies West- en Oost-Brabant. De 8466-8468 rijden in de concessie Achterhoek-Rivierenland. |                                                                                             |
| 8501-8609                                                                               | 2012              | VDL                       | Citea LLE-120               | Deels in dienst                   | Fryslân                                                                                   | Oorspronkelijke inzet: streekdienst Noord- en Zuidwest-Fryslân. 8501-8505 reden in het voorjaar van 2014 in Zuid-Holland Noord ter behoeve van de Keukenhof-lijnen 854 en 858. De 8501 en 8502 zijn in juni en juli 2014 naar Oost-Brabant gegaan, gevolgd door de 8503, 8504, 8505 en 8507 in september 2014 en de 8506, 8516 en 8538 in 2019, waarvan de laatste twee genoemde bussen samen met de 8502 in februari 2022 terugkeerden naar Noord- en Zuidwest-Fryslân, waar hij oorspronkelijk werd ingezet. De 8508-8514 hebben van december 2016 t/m medio 2019 in Limburg gereden. Deze rijden sinds 2019 in de concessie Achterhoek-Rivierenland. |                                                                                             |
| 8610                                                                                    | 2013              | VDL                       | Citea LLE-120               | In dienst                         | Brabant                                                                                   | |                                                                                             |
| 8611                                                                                    | 2013              | VDL                       | Citea LLE-120               | Overgegaan naar Kupers            | Noord- en Zuidwest-Fryslân                                                                | Reed voorheen als demobus bij Hermes. Sinds april 2014 werd de bus ingezet op de streekdienst van Noord- en Zuidwest-Fryslân. In 2017 is deze bus verkocht aan Kupers voor diensten in Limburg. |                                                                                             |
| 8612                                                                                    | 2014              | VDL                       | Citea MLE 88.180            | Demo Buiten dienst                | Lelystad                                                                                  | Heeft tot een onbekend moment in 2014 gereden op de stadsdienst van Lelystad. |                                                                                             |
| 8621-8626                                                                               | 2019              | VDL                       | Citea SLFA-180 Electric     | Overgegaan naar Qbuzz             | Fryslân (lijnen 66, 603 en 612)                                                           | Naar Qbuzz als 1301-1306 |                                                                                             |
| 8651-8670                                                                               | 2013              | VDL                       | Ambassador ALE-106          | Deels in dienst                   | Achterhoek-Rivierenland, Fryslân (streekdienst) en Twente                                 | De 8651 en 8653 rijden in de concessie Oost-Brabant. De 8652 rijd in de concessie Achterhoek-Rivierenland. De 8654-8659 rijden in Twente als reservebussen. De rest van deze serie reed tot en met 2024 in de concessie Fryslân en Zuid-Holland Noord. |                                                                                             |
| 8691                                                                                    | 2012              | VDL                       | Citea XLE-145               | Buiten dienst                     | Fryslân (lijn 66)                                                                         | |                                                                                             |
| 8701-8827                                                                               | 2012              | VDL                       | Citea LLE-120               | Deels in dienst                   | Zuid-Holland Noord, Brabant, Achterhoek-Rivierenland, Fryslân, Limburg                    | Sinds eind 2017 zijn de 8798-8805 in R-net huisstijl gebracht. 8701-8709 rijden in Brabant. De 8734-8736 rijden sinds 2020 in de concessie Achterhoek Rivierenland, gevolgd door de 8796 en 8797 in 2021. De 8759-8761 rijden sinds maart 2022 in de concessie Fryslân. Nadat Qbuzz per 15 december 2024 het vervoer in Zuid-Holland Noord heeft overgenomen, zijn diverse bussen tijdelijk door Qbuzz gehuurd in afwachting van elektrische bussen. Ook zijn er diverse bussen naar Arriva Touring gegaan. De 8716 rijdt in Limburg. |                                                                                             |
| 8851-8860                                                                               | 2012              | VDL                       | Ambassador ALE-106          | Buiten dienst                     | Stadsdienst Gouda                                                                         | 8851 reed tijdelijk op de stadsdienst Leeuwarden in de huisstijl van Frysk Ferfier vanwege materieeltekort; deze bus rijdt sinds februari 2013 weer in Zuid-Holland Noord. |                                                                                             |
| 8901-8936                                                                               | 2014              | VDL                       | Citea LLE-120               | In dienst                         | Oost- en West-Brabant (streekdienst)                                                      | Bussen 8901 & 8902 zijn omgebouwd zodat de chauffeur meer ruimte heeft en de stoel kan draaien. Nadat bus 8902 is gestolen en uitgebrand in Tilburg op de avond van zondag 12 november 2017, is bus 8910 aangepast voor de chauffeur op dezelfde manier. De bussen 8903, 8904, 8909, 8911 en 8920 zijn in de nacht van 15 op 16 september 2017 uitgebrand op de stalling in Tilburg. |                                                                                             |
| 8941-8993                                                                               | 2014              | VDL                       | Citea LLE-120               | In dienst                         | West-Brabant (streekdienst)                                                               | De 8948 en 8954-8959 rijden in de Achterhoek. |                                                                                             |
| 9001-9103                                                                               | 2016              | VDL                       | Citea LLE-120               | In dienst                         | Limburg en Achterhoek-Rivierenland                                                        | De 9075-9101 rijden sinds 2019 in de concessie Achterhoek-Rivierenland, gevolgd door de 9074 in 2022. De 9102 en 9103 rijden in opdracht van Arriva bij Kupers. |                                                                                             |
| 9042, 9045, 9071, 9076, 9080-9083, 9085-9086, 9088-9089                                 | 1999              | Berkhof                   | Duvedec                     | Export                            |                                                                                           | Voormalige Connexxion-bussen. Gehuurd van Womy voor dienst op de Waddeneilanden Ameland (9042) en Terschelling (9045) en Concessie Groningen-Drenthe. |                                                                                             |
| 9151-9178                                                                               | 2016              | VDL                       | Citea LLE 99                | In dienst                         | Limburg en Achterhoek-Rivierenland                                                        | 9151 heeft tot het ingaan van de eerste concessie Limburg in Lelystad gereden. De 9151-9158 rijden sinds 2019 in de concessie Achterhoek Rivierenland. |                                                                                             |
| 9167, 9169, 9171, 9173, 9176, 9181-9182                                                 | 1981              | Den Oudsten               | Standaardstreekbus          | Export                            |                                                                                           | Voormalige VEONN-bussen |                                                                                             |
| 9201-9248                                                                               | 2016              | VDL                       | Citea LLE-120               | Deels in dienst                   | Fryslân, Twente, West-Brabant, Oost-Brabant, Achterhoek-Rivierenland, Limburg             | Oorspronkelijke inzet was in Fryslân. Nadat de concessie Fryslân per 15 december 2024 werd overgenomen door Qbuzz, gingen diverse bussen naar de concessies Twente, Oost- en West-Brabant, Achterhoek-Rivierenland en Limburg. |                                                                                             |
| 9301-9319                                                                               | 2016              | VDL                       | Citea SLF-120               | In dienst                         | Limburg en stadsdienst Tilburg                                                            | Reden eerst in Maastricht. 9301-9303 rijden in Heerlen. 9304-9312 en 9314-9319 rijden in Tilburg. 9313 heeft in de periode dat hij in Tilburg reed op 19 januari 2020 een motorbrand gehad en reed daarna in de Achterhoek alvorens weer terug te keren naar Heerlen. |                                                                                             |
| 9310-9311, 9313-9314, 9383-9384, 9388-9390, 9393-9394, 9396, 9398, 9425-9432, 9498-9503 | 1982, 1983        | Den Oudsten               | Standaardstreekbus          | Export                            |                                                                                           | Voormalige VEONN-bussen. De 9313 heeft in 2003 nog tijdelijk dienstgedaan in de concessie Drechtsteden. |                                                                                             |
| 9501-9503                                                                               | 2016              | VDL                       | Citea SLF-120 Electric      | In dienst                         | Stadsdienst 's-Hertogenbosch (lijnen 8, 9 en 70)                                          | |                                                                                             |
| 9504-9512                                                                               | 2018              | VDL                       | Citea SLF-120 Electric      | In dienst                         | Stadsdienst 's-Hertogenbosch (lijnen 8, 9 en 70)                                          | |                                                                                             |
| 9569-9571                                                                               | 1983              | Den Oudsten               | Standaardstreekbus          | Export                            |                                                                                           | Voormalige GADO-bussen. De 9570 heeft in 2003 nog tijdelijk dienstgedaan in de concessie Drechtsteden. |                                                                                             |
| 9601-9604                                                                               | 2016              | VDL                       | Citea SLF-120 Electric      | In dienst                         | Stadsdienst Maastricht                                                                    | |                                                                                             |
| 9605-9628                                                                               | 2018              | VDL                       | Citea SLF-120 Electric      | In dienst                         | Stadsdienst Maastricht                                                                    | |                                                                                             |
| 9641-9642                                                                               | 2017              | VDL                       | Citea LLE 99 Electric       | Overgegaan naar Qbuzz             | Stadsdienst Gorinchem                                                                     | Naar Qbuzz als 6161 en 6162 |                                                                                             |
| 9651-9662                                                                               | 2016              | VDL                       | Citea LLE 99 Electric       | In dienst                         | Limburg (stadsdienst Venlo en lijn 88)                                                    | |                                                                                             |
| 9651-9664                                                                               | 1984              | Den Oudsten               | Standaardstreekbus          | Export                            |                                                                                           | Voormalige VEONN-bussen. De 9654 was bij VEONN al opgelegd en is bij Arriva nooit in dienst geweest. De 9661 en 9664 hebben in 2003 nog tijdelijk dienstgedaan in de concessie Drechtsteden. |                                                                                             |
| 9671-9696                                                                               | 2025              | Solaris                   | Urbino 12 Electric          | In dienst                         | Stadsdienst Breda                                                                         | |                                                                                             |
| 9680-9685                                                                               | 1984              | Den Oudsten               | Standaardstreekbus          | Export                            |                                                                                           | Voormalige VEONN-bussen |                                                                                             |
| 9701-9755                                                                               | 2019              | VDL                       | Citea LLE-115 Electric      | In dienst                         | Limburg                                                                                   | Bus 9725 heeft op 3 juni 2020 proefgereden bij Hansea B&C op de Turnhoutse stadsbus. |                                                                                             |
| 9702-9705, 9742-9752, 9777-9779, 9847-9861                                              | 1984              | Den Oudsten               | Standaardstreekbus          | Export                            |                                                                                           | Voormalige VEONN-bussen. De 9704 was bij VEONN al opgelegd en is bij Arriva nooit in dienst geweest. De 9743, 9747, 9752, 9849, 9858-9859 en 9861 hebben in 2003 nog tijdelijk dienstgedaan in de concessie Drechtsteden. |                                                                                             |
| 9901                                                                                    | 2012              | Volvo                     | 8900                        | Demo                              |                                                                                           | Reed in de concessie Zuid-Holland Noord. |                                                                                             |
| 9979-9987                                                                               | 1985              | Den Oudsten               | Standaardstreekbus          | Export                            |                                                                                           | Voormalige GADO-bussen. De 9980 heeft in 2003 nog tijdelijk dienstgedaan in de concessie Drechtsteden. |                                                                                             |
| BR-HG-37                                                                                | 2005              | VDL Kusters               | Parade                      | Export                            |                                                                                           | Deze bus reed als servicebus in Assen. De bus was aanvankelijk eigendom van de Asser Taxicentrale die de bus in opdracht van Arriva inzette. Eind 2009 werd de bus overgenomen door de nieuwe exploitant van de servicebus, te weten Vervoermanagement Noord-Nederland (VMNN). Een jaar later kwamen er nieuwe-bussen voor de servicebus. De bus kwam eind 2010 in andere handen en is in 2012 geëxporteerd. |                                                                                             |
| KP-246-V                                                                                | 2016              | Volkswagen                | Crafter                     | In dienst                         | Fryslân (belbussen)                                                                       | Rijden bij Kijlstra |                                                                                             |
| KP-247-V                                                                                | 2016              | Volkswagen                | Crafter                     | In dienst                         | Fryslân (belbussen)                                                                       | Rijden bij Kijlstra |                                                                                             |

## Onderhoud
Arriva heeft een eigen technische dienst (TD) die mankementen aan de bussen op locatie kan repareren. Hiervoor zijn per concessie speciale servicebusjes en monteurs aanwezig. Grootschalig onderhoud wordt uitgevoerd door Techno Service Nederland (TSN). Dit bedrijf is ook verantwoordelijk voor het onderhoud aan de bussen van Connexxion.
De treinen op de Noordelijke Nevenlijnen worden onderhouden door Voith. Dit bedrijf is gevestigd op station Leeuwarden. Voor de Vechtdallijnen en de treinen in de concessie Achterhoek-Rivierenland zal Arriva zelf voor het onderhoud zorgen. Dit doen ze in samenwerking met Strukton en is op 4 oktober 2012 een werkplaats in Zutphen geopend.